# 1945
1945 (MCMXLV) byl rok, který dle gregoriánského kalendáře započal pondělím.

## Události

### Leden
- 9. ledna – Americké jednotky se vylodily na filipínském ostrově Luzon.
- 15. ledna – Pět dělostřeleckých pluků 1. čs. armádního sboru se v prostoru Jasła úspěšně podílelo na zahájení útočné operace proti německým vojskům.
- 16. ledna – Šest set britských letadel svrhlo tři tisíce bomb na chemický komplex v Záluží (Litvínov).
- 19. ledna – Rozpuštění polské Zemské armády.
- 25. ledna – Zformování 1. smíšené letecké divize v SSSR.
- 27. ledna – Vojáky Rudé armády byl osvobozen vyhlazovací koncentrační tábor v Osvětimi.

### Únor
- 3. února – Začala bitva o Manilu.
- 4. února – Zahájení jaltské konference.
- 14. února
  - Bombardování Drážďan.
  - Ve 12.24 hod. zaútočilo na Prahu 62 bombardérů z 8. letecké armády USAAF, 701 zabitých
- 19. února – První kus japonského území byl napaden americkou armádou. Šlo o malý pustý ostrov Iwodžima.
- 24. února – Americká armáda obsadila Manilu a ostrov Iwodžima, 1400 km od Tokia.

### Březen
- 3. března – Finsko vyhlásilo válku Německu.
- 20. března – Adolf Hitler vydal tzv. „Neronův rozkaz“, podle kterého pod sankcí okamžitého zastřelení nesměli zůstat občané Německa na územích získaných spojenci, měly být zničeny stavby a veškeré stroje a zařízení.
- 22. března
  - V Káhiře byla vyhlášena Liga arabských států, kterou tvořily Egypt, Sýrie, Irák, Libanon, Saúdská Arábie, Jemen, Arabská Palestina a Zajordánsko.
  - Spojenecké bombardování místní rafinerie a vlakového nádraží skončilo zničením většiny města Kralupy nad Vltavou.
- 25. března – Při bombardování Libně, Kbel a Vysočan zemřelo 235 lidí a 417 jich bylo zraněno. Zasaženo bylo 527 objektů.

### Duben
- 3. dubna – osvobození Bratislavy Rudou armádou.
- 4. dubna – Začalo gruzínské povstání na Texelu.
- 5. dubna – přijetí Košického vládního programu. Vláda ČSR v Košicích byla uznána všemi protifašistickými velmocemi
- 12. dubna – Zemřel prezident Roosevelt, úřadu se ujal Harry Truman.
- 13. dubna – osvobození Vídně Rudou armádou.
- 17. dubna – Bombardéry RAF nad ránem masivně zaútočily na železniční uzel v Plzni. Zničení seřaďovacího a hlavního nádraží doprovázely zásahy blízkých obytných čtvrtí. Při náletu zemřely nebo byly zraněny stovky lidí.
- 18. dubna
  - Začala bitva u Ořechova mezi Rudou armádou a Němci, největší tanková bitva na Moravě. Trvala cca týden.
  - Bombardéry USAAF se pokusily o nálet na seřaďovací nádraží v Plzni–Koterově, ale po napadení protivzdušnou obranou svrhly předčasně pumy na civilní budovy na Slovanech a Petrohradě. Zemřely a zraněny byly desítky osob, zničeno bylo na 50 budov.
- 19. dubna – Vypálení osady Ploština německými nacisty, masakr civilního obyvatelstva.
- 20. dubna – Američané dobyli Norimberk.
- 21. dubna
  - Jednotky 3. americké armády vstoupily na čs. území a dobyly Aš
  - Göring toho dne utekl z Berlína do svého nového stanoviště na Špičáku u Železné Rudy, kde ovšem zjistil, že není dostavěné, a putoval do Alp, aby urychlil svoje jednání s americkou armádou.
- 22. dubna – Sovětská a polská armáda osvobodily koncentrační tábor Sachsenhausen.
- 23. dubna – Vyhlazení osady Prlov německými nacisty.
- 24. dubna
  - první Žukovovy jednotky dorazily do severního předměstí Berlína
  - podepsána Charta OSN – 51 států
- 25. dubna
  - US Army se setkává s Rudou armádou v Torgau na Labi.
  - začal přímý útok Rudé armády na Berlín.
  - Bombardéry USAAF provedly masivní nálet na Škodovy závody a letiště Bory v Plzni. Zbrojovka byla zničena ze 70 %, letiště přestalo být provozuschopné. Nepřesně shozené pumy způsobily značné škody ve čtvrtích Skvrňany a Karlov.
  - Osvobozen koncentrační tábor Dachau.
- 26. dubna – Vojska 2. ukrajinského frontu osvobodila Brno.
- 28. dubna – Benito Mussolini a jeho milenka Clara Petacci byli zastřeleni italskými partyzány.
- 30. dubna
  - Jednotky 4. ukrajinského frontu osvobodily Ostravu.
  - Adolf Hitler spáchal v Berlíně sebevraždu.
  - Francouzské ženy šly poprvé k volbám.
  - Skončila Laponská válka – válka mezi Finskem a Německem (od září 1944).

### Květen
- 1. května – V Přerově vypuklo povstání, začátek květnového povstání českého lidu.
  - Goebbels se svojí ženou otrávili sebe a své děti.
- 2. května – Němci popravili v Terezínské pevnosti 56 českých vlastenců.
  - Berlín byl dobyt Rudou armádou.
- 5. května
  - V Praze začalo povstání proti německé okupaci.
  - Příslušníci SS vyhladili obec Javoříčko.
  - Američané osvobodili Domažlice.
- 6. května
  - Jednotky americké armády osvobodily Plzeň.
  - Proběhl Velkomeziříčský masakr.
- 6. května–7. května – Masakry českých civilistů (žen, starců a dětí) jednotkami SS v Praze.
  - Praze na pomoc přichází armáda generála Vlasova.
- 7. května – podepsána kapitulace Německa ve francouzské Remeši
- 8. května – Konec druhé světové války v Evropě.
- 9. května – Tankové jednotky Rudé armády pronikly do Prahy. Do roku 1990 byl 9. květen státním svátkem.
  - Na žádost Stalina byla podepsána kapitulace Německa znovu v Berlíně.
  - bombardování podniku ASAP v Mladé Boleslavi Rudou armádou
  - Den osvobození od fašismu, aby v něm byli obsaženi všichni osvoboditelé. Již v roce 1990 vystoupil tehdejší poslanec Miloš Zeman s návrhem, aby bylo datum svátku přesunuto na 8. květen.
- 11. května – U Slivice na Milínsku padly jedny z posledních výstřelů druhé světové války v Evropě.
  - Rudá armáda přijela do Karlových Varu.
- 12. května – skončila válka v Karlových Varech.
- 20. května – Skončilo gruzínské povstání na Texelu.
- 22. května – Uzavřeny hranice mezi Československem a Rakouskem
- Československo obnoveno bez Podkarpatské Rusi.

### Červen
- 1. června – Japonci opustili Okinawu po 82 dnech bojů a ztrátě kolem 100 000 vojáků.
- 3. června – vyroben první litr benzínu v chemických závodech v Záluží po osvobození republiky spojeneckými vojsky.
- 5. června – založen fotbalový klub Český sportovní klub Jablonec nad Nisou (nyní FK Jablonec)
- 18. června/19. června – příslušníci československé armády vedení Karolem Pazúrem spáchali masakr na Švédských šancích, jednu z nejbrutálnějších masových vražd moderní české historie.
- 22. června – Německo bylo rozděleno na 4 okupační zóny pod správou USA, VB, Francie a SSSR.
- 26. června – byla podepsána Charta Spojených národů.
- 29. června – Zdeněk Fierlinger a Vladimír Clementis za Československo a Vjačeslav Molotov za SSSR podepsali v Moskvě Smlouvu o Zakarpatské Ukrajině, kterou Československo definitivně ztratilo Podkarpatskou Rus.

### Červenec
- 1. července
  - Německo je rozděleno mezi spojenecké okupační síly.
  - Manifestace na Bílé hoře, viz  Odčiňujeme Bílou horu: proslovy z manifestace na Bílé hoře dne 1. července 1945. 1. vyd. Praha: Orbis, 1945. 29 s.
- 16. července – V Nevadské poušti na letecké základně Alamogordo proběhl první pokusný jaderný výbuch – test Trinity.
- 17. července – Zahájena jednání Velké Trojky v Postupimi.

### Srpen
- 2. srpna – Ukončena jednání Velké trojky v Postupimi.
- 6. srpna – Spojené státy shodily uranovou atomovou bombu Little Boy na Hirošimu, v okamžiku bylo zabito 80 tisíc lidí.
- 8. srpna – SSSR vyhlásil válku Japonsku.
- 9. srpna – Spojené státy shazují plutoniovou atomovou bombu Fat Man, odpovídající síle 22 kilotun TNT, na město Nagasaki v 23.02 místního času. Pravděpodobně bylo zabito 60 až 80 tisíc lidí, dalších 60 tisíc zraněno.
- 25. srpna – Ho Či Min vyhlašuje Vietnamskou demokratickou republiku.

### Září
- 2. září – Oficiální konec 2. světové války ve světě.
- 7. září – Přehlídka všech armád, které se podílely na vítězném ukončení 2. světové války, v Berlíně.

### Říjen
- 18. října – Zahájen mezinárodní vojenský tribunál, viz norimberský proces.
- 24. října – Začala platit Charta spojených národů (OSN).
- 26. října – Konec možnosti vydávání prezidentských dekretů v Československu.
- 31. října – Zřízen Státní ústřední archiv Slovinska.

### Listopad
- 11. listopadu – Volby do Ústavodárné skupštiny v Jugoslávii drtivě vyhráli komunisté.
- 20. listopadu – Začátek norimberského procesu.
- 29. listopadu – Tito vyhlašuje Federativní lidovou republiku Jugoslávie.

### Prosinec
- Československo bylo přinuceno postoupit Sovětskému svazu Podkarpatskou Rus.
- Z Československa odešla všechna cizí vojska

## Vědy a umění
- 22. října – Česká filharmonie je zestátněna
- 20. listopadu – Premiéru Šostakovičovy 9. Symfonie Op. 90 řídil v Leningradě Jevgenij Mravinskij
- 21. listopadu
  - Premiéra Prokofjevova baletu Popelka ve Velkém divadle v Moskvě.
  - První provedení 2. smyčcového kvarteta C-dur Benjamina Brittena
- V egyptském Nag Hammádí byla nalezena tzv. gnostická knihovna.
- Byl objeven chemický prvek promethium.

## Nobelova cena
- Nobelova cena za fyziologii a lékařství – Alexander Fleming, Ernst Boris Chain, Sir Howard Walter Florey za objev penicilínu a jeho léčebného účinku na různé infekční choroby
- Nobelova cena za fyziku – Wolfgang Pauli za objev Pauliho vylučovacího principu
- Nobelova cena za chemii – Artturi Ilmari Virtanen za výzkumy agrokultur a výživové chemie
- Nobelova cena za literaturu – Gabriela Mistralová (Chile)
- Nobelova cena za mír – Cordell Hull (USA)

## Narození

### Česko

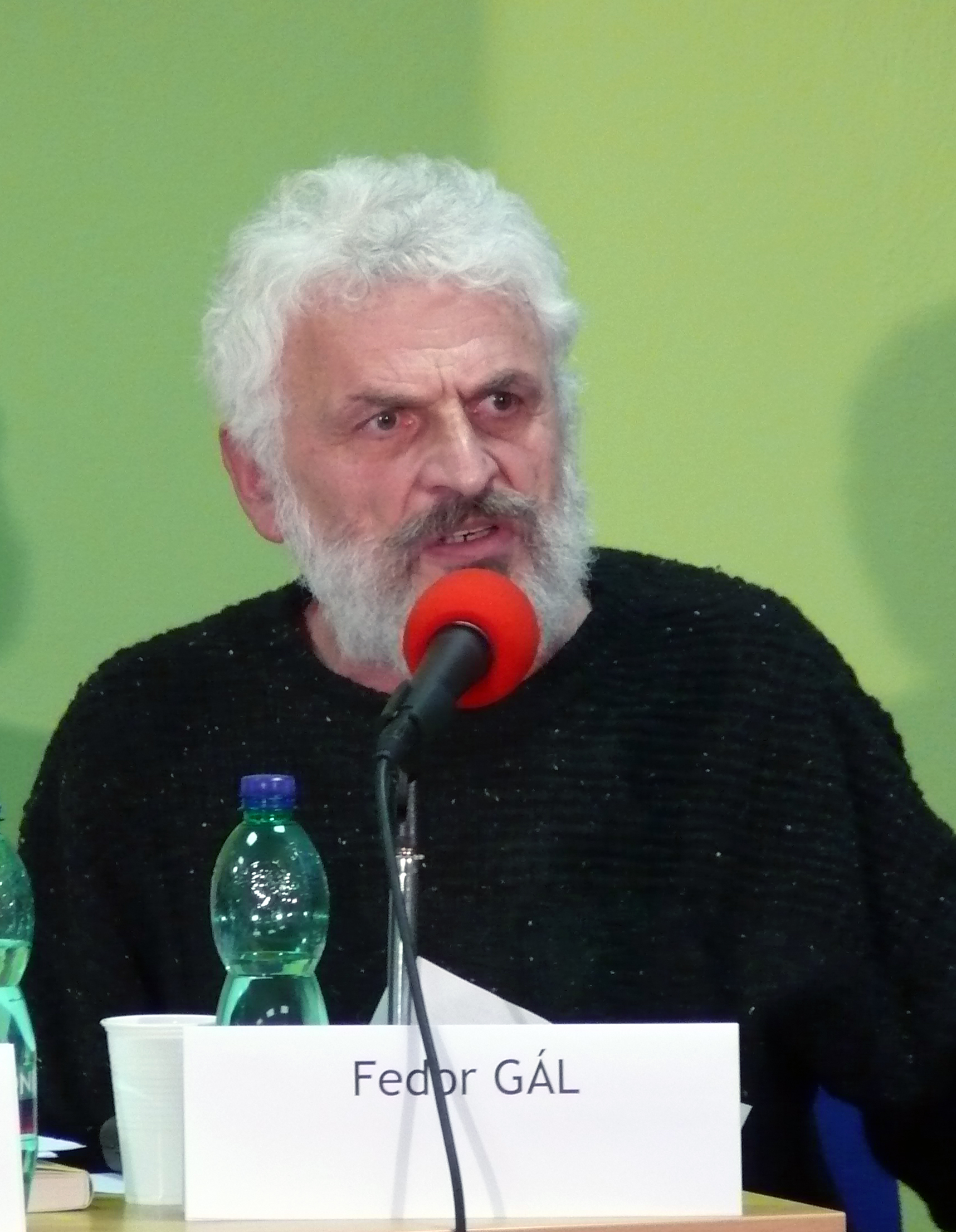
Fedor Gál (* 20. března)

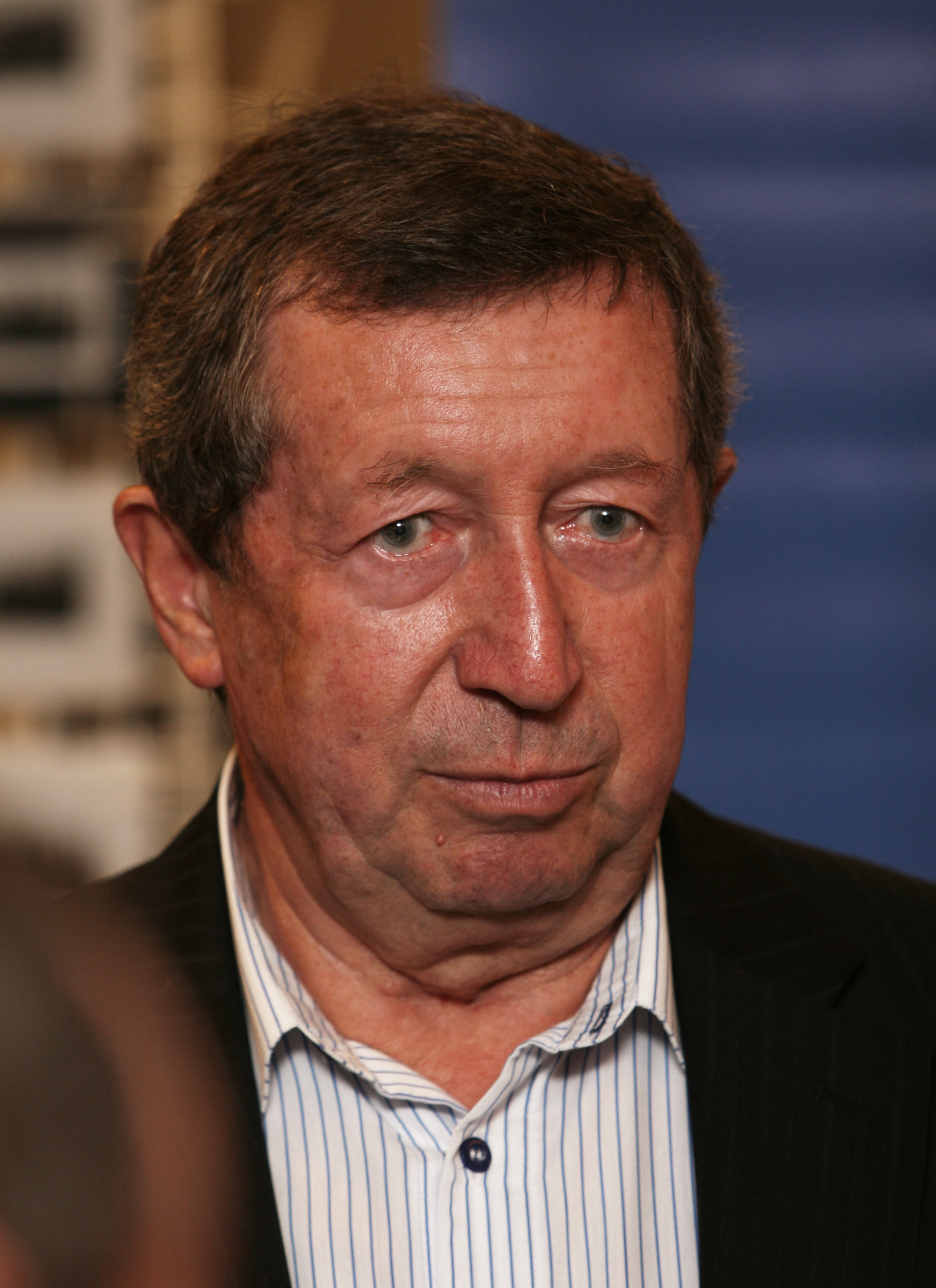
Štěpán Škorpil (* 13. dubna)

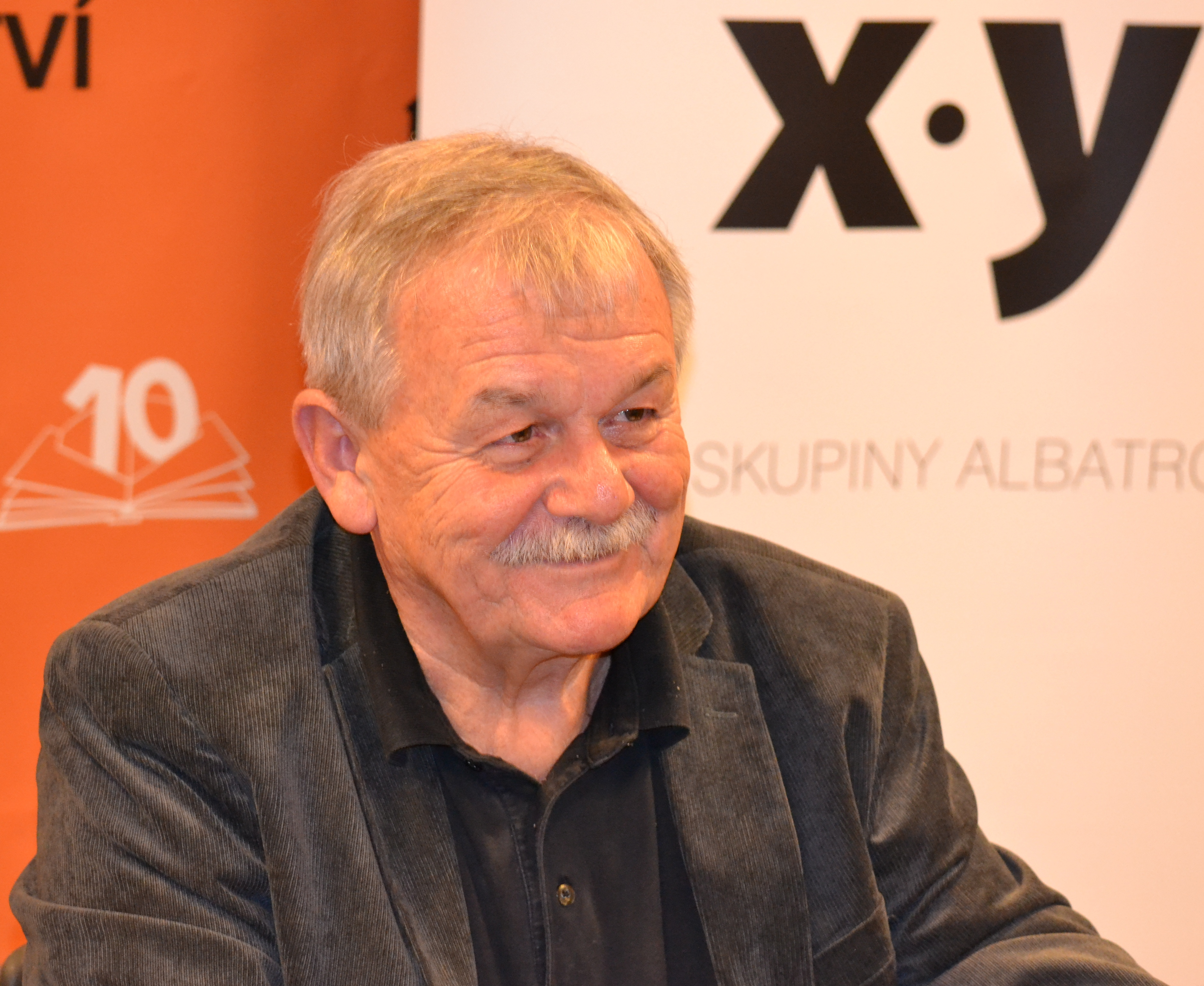
Karel Šíp (* 1. června)

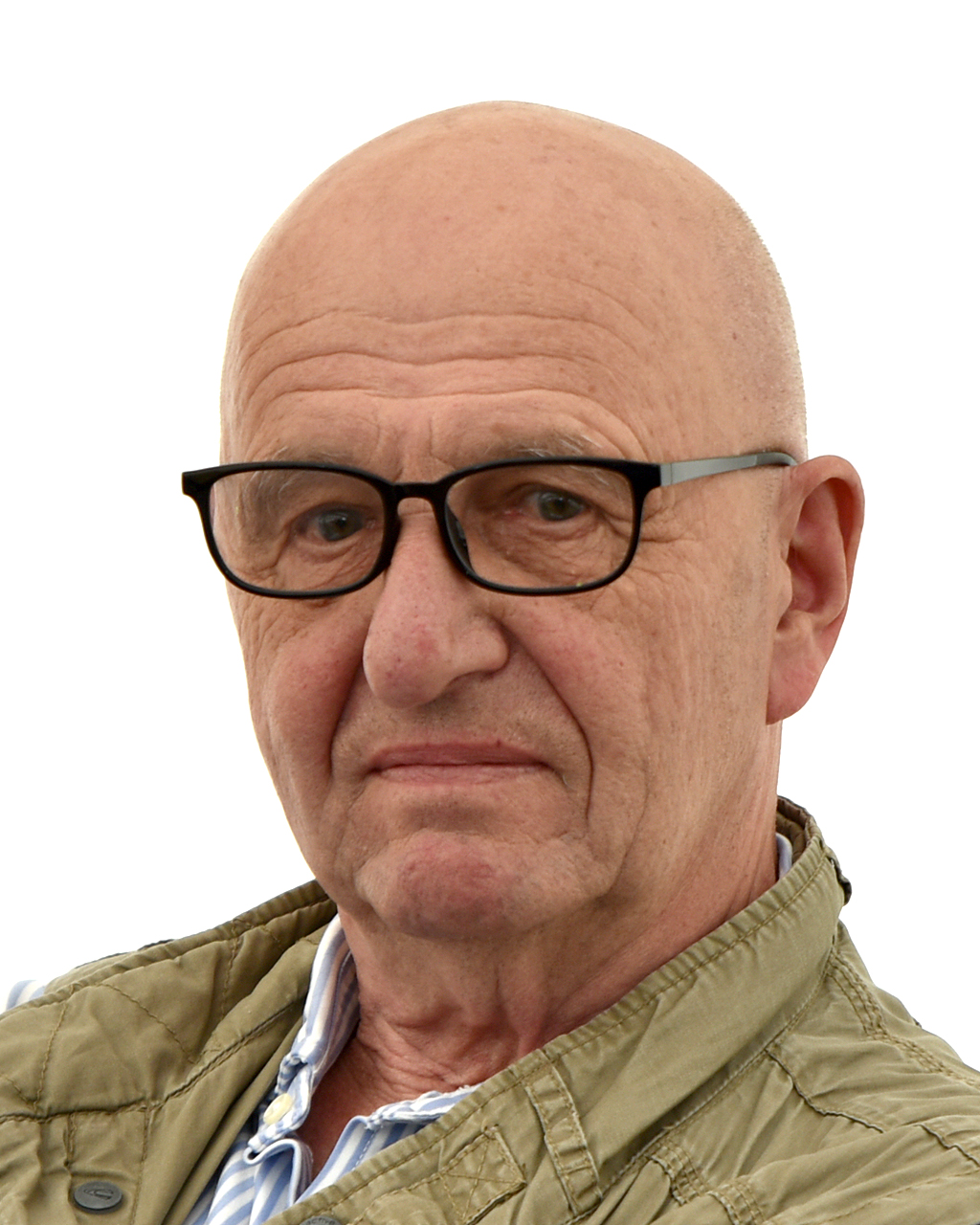
Ondřej Neff (* 26. června)

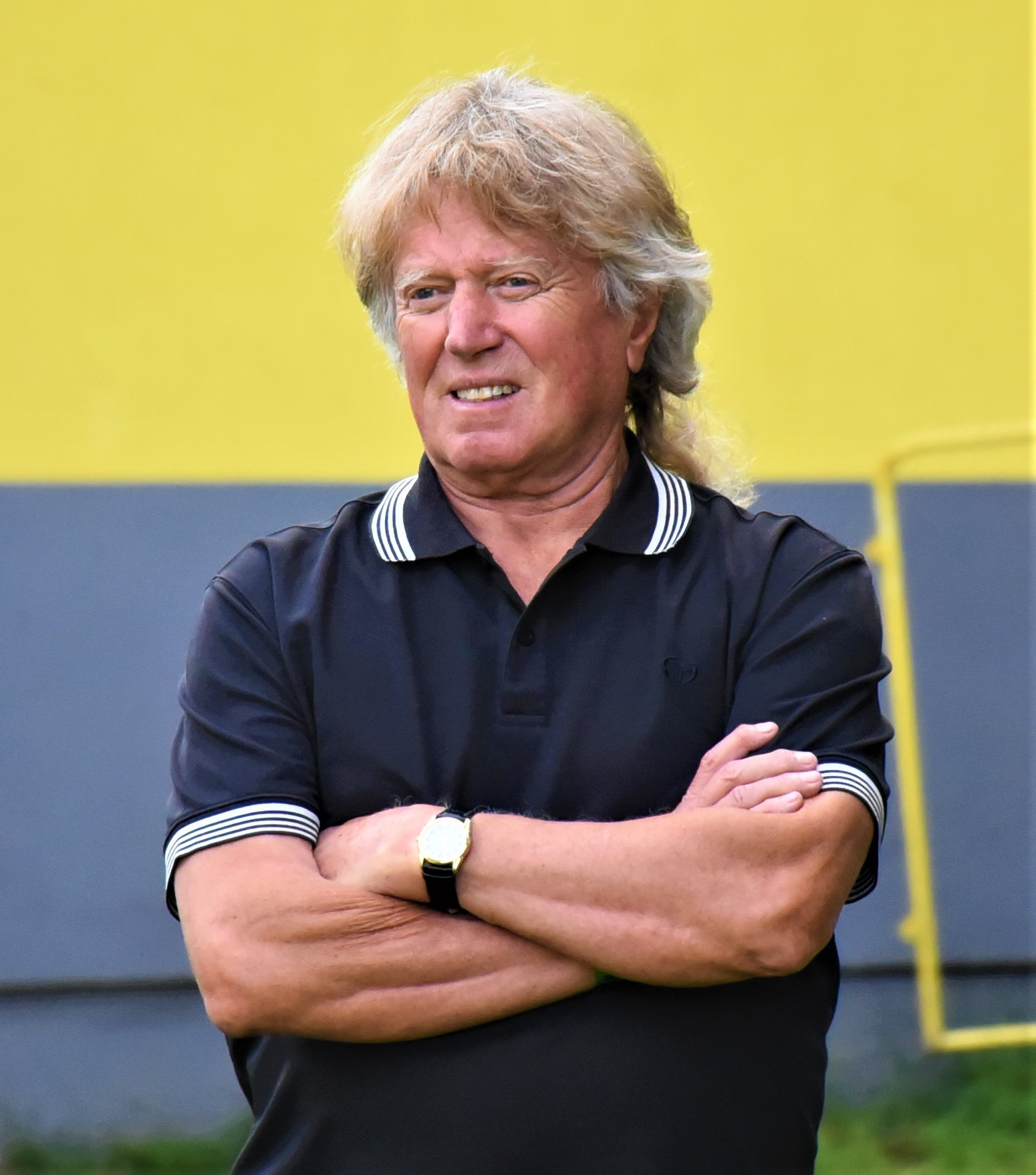
Viktor Sodoma (* 5. července)

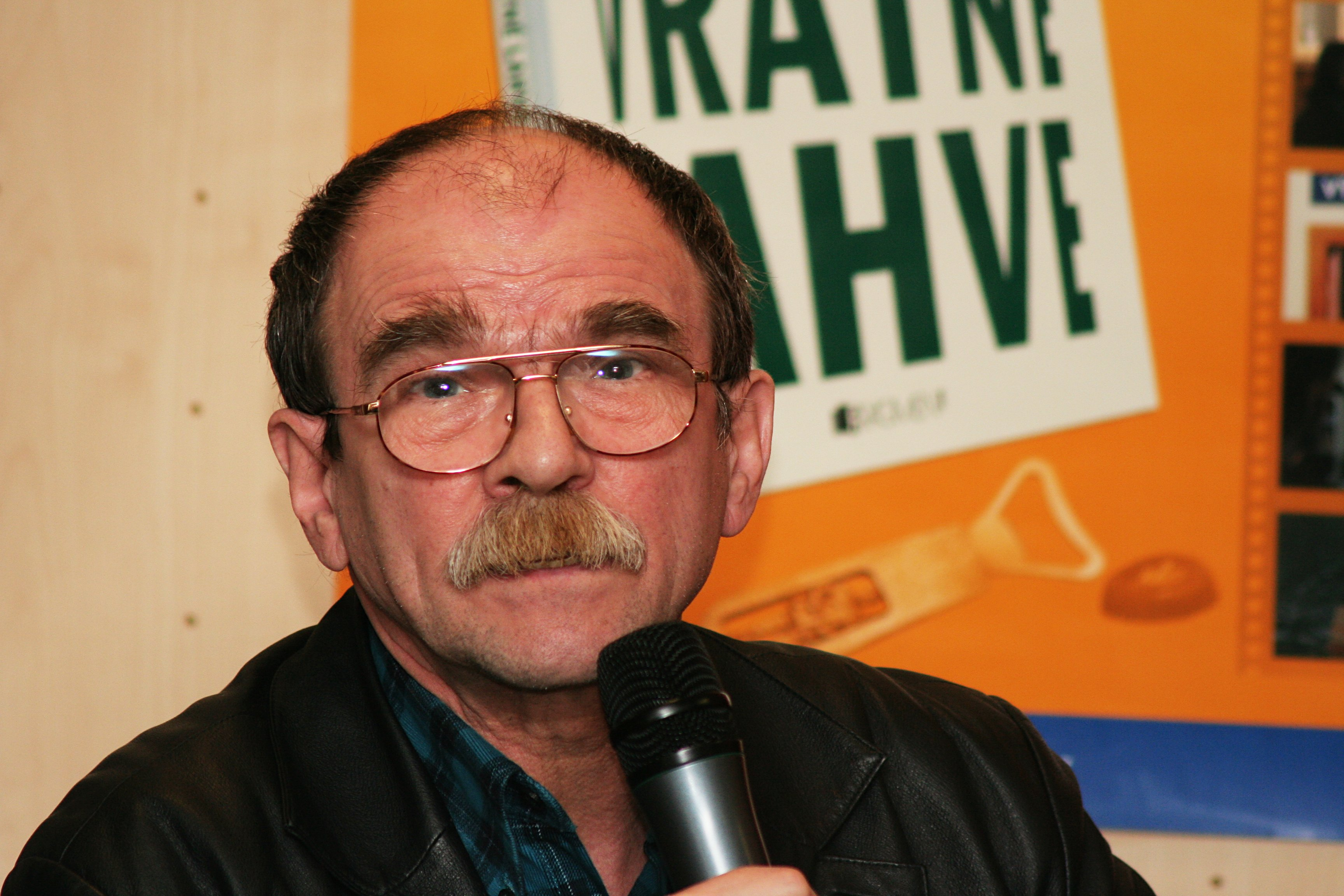
Jaroslav Uhlíř (* 14. září)

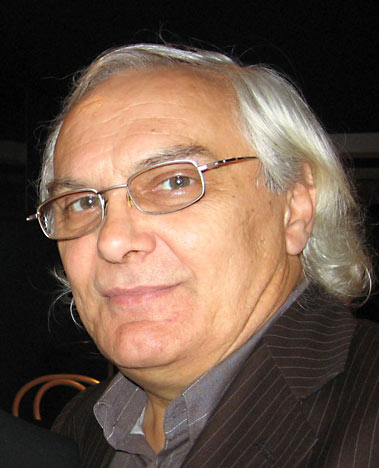
Ondřej Suchý (* 16. září)

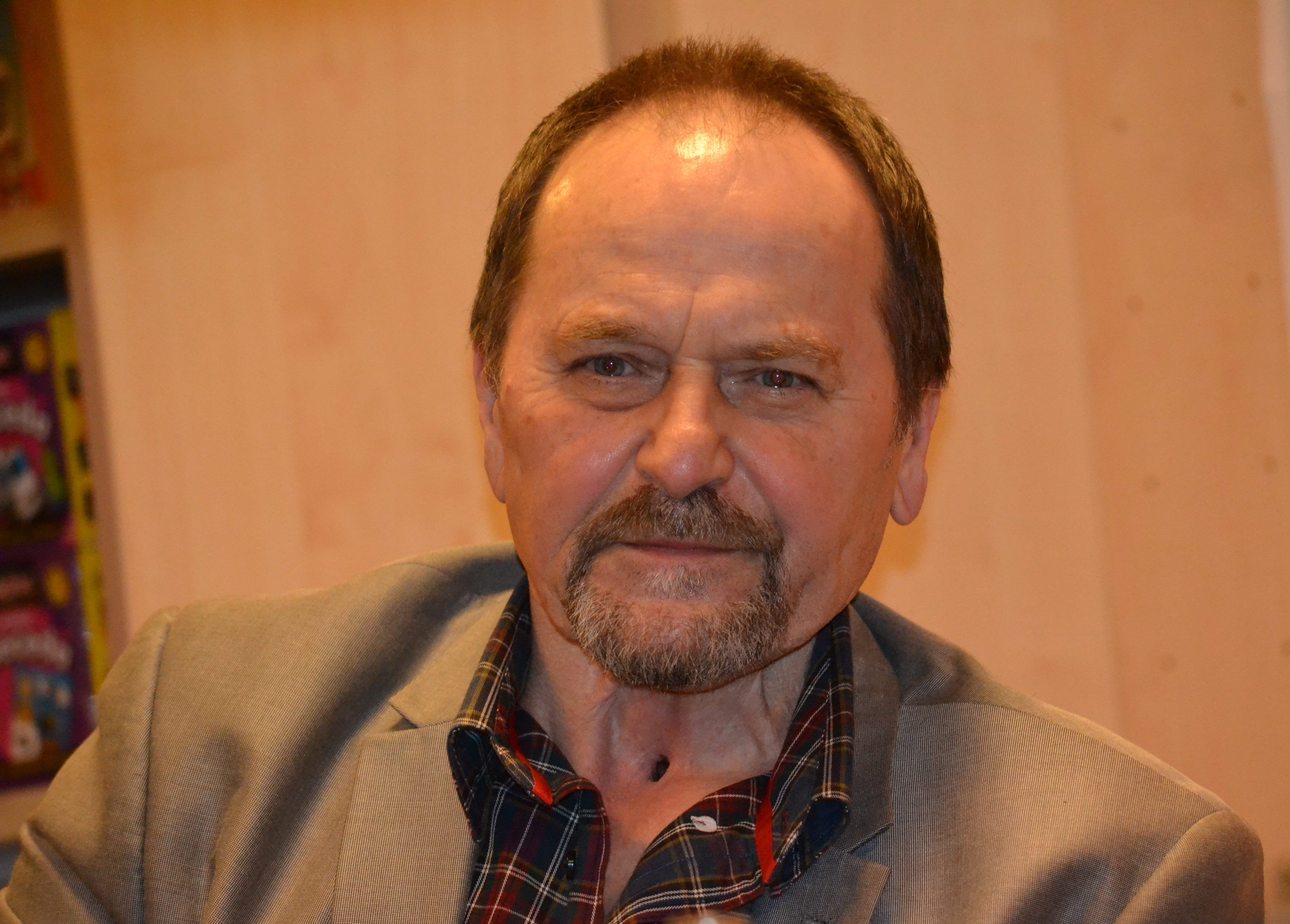
Jiří Žáček (* 6. listopadu)

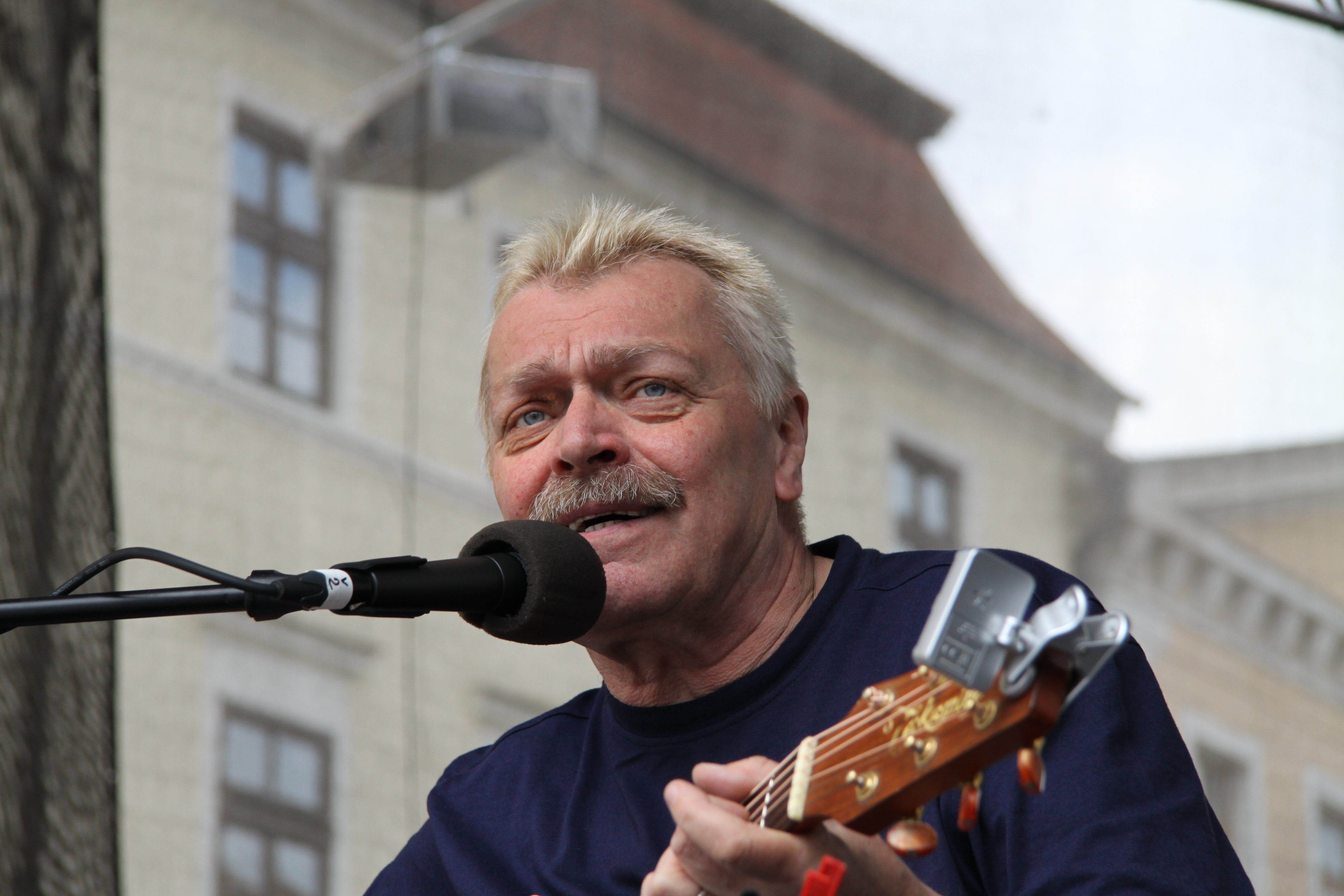
Miroslav Paleček (* 12. listopadu)

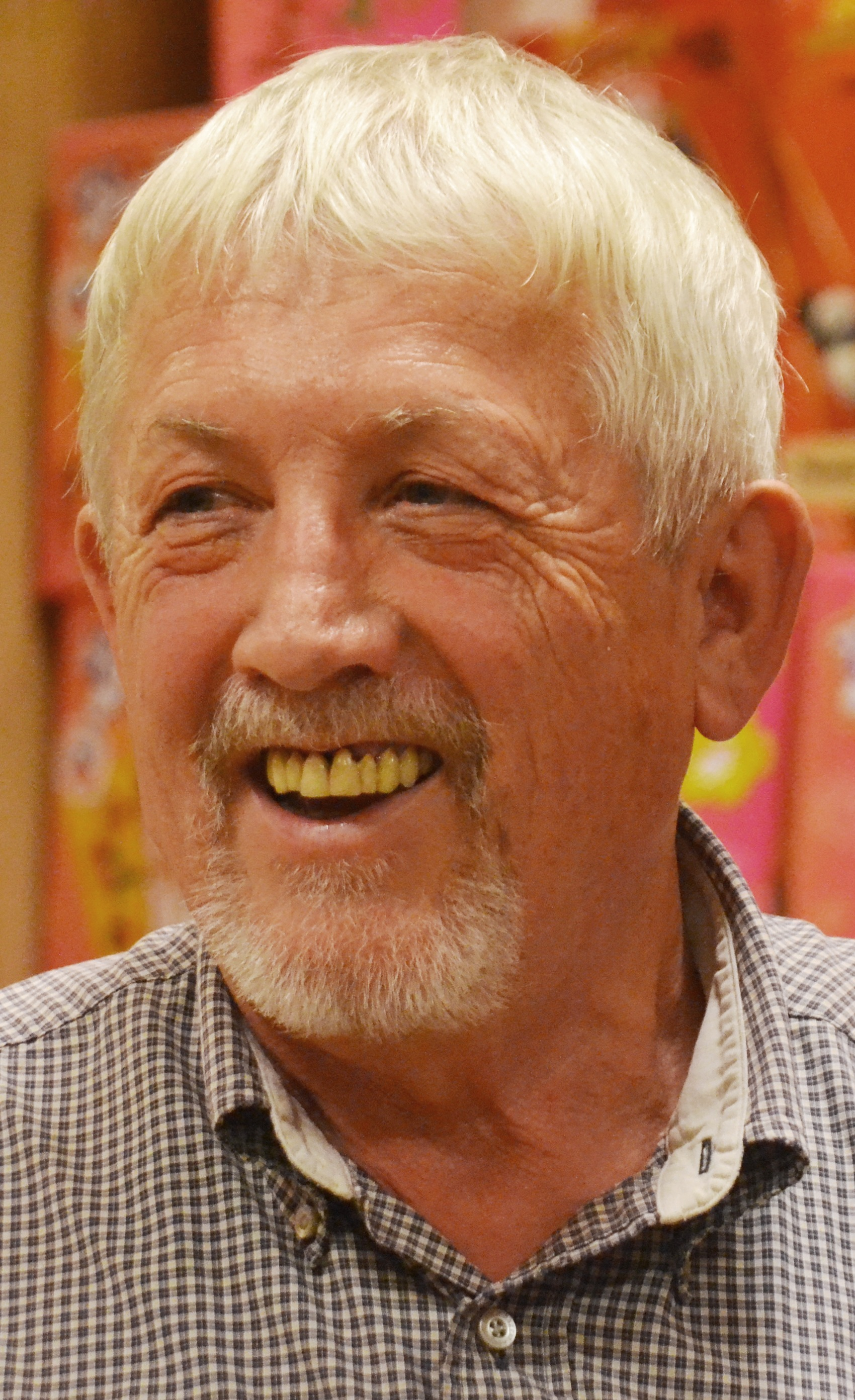
Ivan Rössler (* 21. prosince)

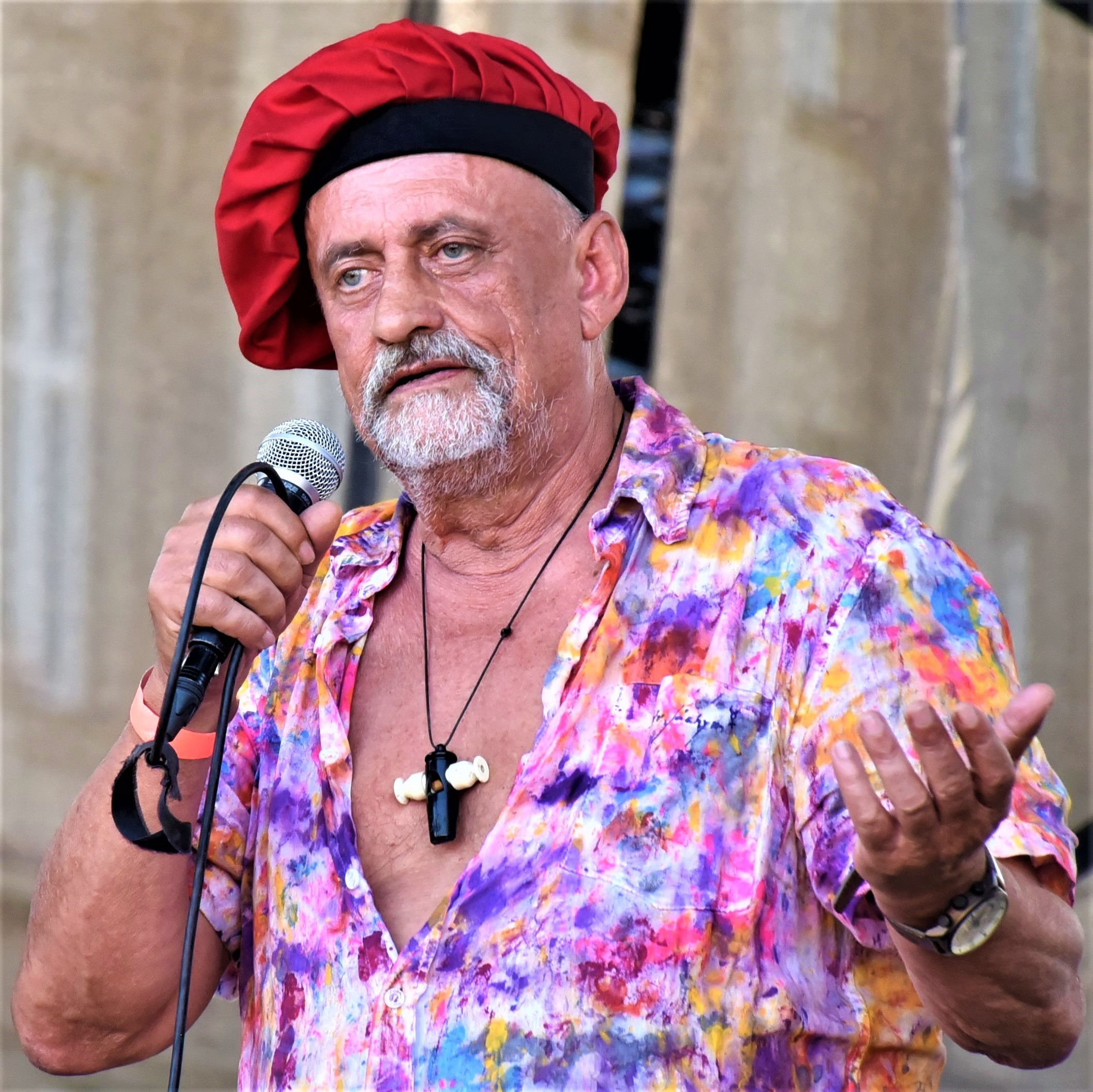
Richard Tesařík (* 25. prosince)

- 5. ledna – Benjamin Fragner, historik architektury
- 7. ledna – Josef Hájek, ekonom a politik
- 8. ledna – Václav Dosbaba, malíř, výtvarník a grafik († 4. února 2012)
- 10. ledna – Antonín Blažek, politik a diplomat
- 14. ledna – Klára Jerneková, herečka († 31. července 2003)
- 17. ledna – Hana Frejková, herečka a zpěvačka
- 31. ledna
  - Mečislav Borák, český historik († 15. března 2017)
  - Petr Pavlík, malíř, sochař, ilustrátor
- 2. února
  - Jiří Horáček, teoretický fyzik
  - Ivan Havlíček, fyzik a politik († 25. listopadu 2023)
- 3. února – Václav Peřich, viceprezident NKÚ
- 5. února – Jan Gebhart, historik († 29. června 2018)
- 17. února – Petr Burian, herec, básník a režisér
- 22. února – Karel Vohralík, československý hokejový obránce († 17. října 1998)
- 24. února – Jindřich Šťáhlavský, zpěvák country († 5. února 2013)
- 3. března – Vladimír Železný, žurnalista, podnikatel a politik
- 8. března – Vlastimil Smolík, dostihový jezdec († 4. července 1994)
- 10. března – Ladislav Štaidl, kytarista, pianista, dirigent, skladatel, textař († 30. ledna 2021)
- 13. března – Simeona Hošková, historička umění, kurátorka, redaktorka a překladatelka († 17. května 2015)
- 16. března – Moris Issa, režisér syrského původu
- 18. března – Miloš Frýba, hlasatel Československé televize († 30. prosince 2010)
- 23. března – Mojmír Horyna, historik umění († 26. ledna 2011)
- 29. března – Jan Bobrovský, československý basketbalista, trenér a sportovní funkcionář
- 8. dubna – Jiří Waldhauser, archeolog († 15. července 2023)
- 9. dubna – Jiří Novák, horolezec, trenér a publicista
- 11. dubna
  - Jan Bauer, novinář a spisovatel
  - Jaroslav Malina, sociokulturní antropolog, archeolog a spisovatel
  - Karel Steigerwald, dramatik, scenárista a novinář
- 13. dubna – Štěpán Škorpil, sportovní novinář, televizní komentátor
- 17. dubna – Pavel Stratil, fotbalový reprezentant
- 19. dubna – Jaroslav Řehna, sochař
- 22. dubna – Jan Vlas, divadelní herec
- 25. dubna
  - Ivan Ohlídal, fyzik, vysokoškolský profesor a politik
  - Jan Pospíšil, dvacetinásobný mistr světa v kolové
- 26. dubna – Petr Oslzlý, dramaturg, scenárista, herec a pedagog
- 28. dubna – Tomáš Hradílek, ministr vnitra České republiky
- 29. dubna – Zdeněk Tylšar, hornista a hudební pedagog († 18. srpna 2006)
- 5. května
  - Vítězslav Hádl, hudebník
  - Radomír Leszczynski, grafik
  - Jiří Svoboda, režisér, scenárista a politik
  - Miroslav Langer, klavírista a pedagog († 28. října 2010)
  - Blahoslav Hruška, český sumerolog, asyriolog a religionista († 26. června 2008)
- 8. května
  - Jitka Gruntová, historička a politička
  - Miloslav Pojsl, církevní historik, památkář a historik umění († 16. února 2016)
- 11. května – Helena Aeschbacher-Sinecká, básnířka a výtvarnice
- 12. května – Zdeněk Mička, kněz a hudební skladatel
- 16. května – Laďa Kerndl, zpěvák
- 17. května – Vladimír Aichelburg, česko-rakouský historik a publicista
- 18. května – Miroslav Středa, herec († 30. října 2021)
- 24. května – Eva Šolcová, divadelní a filmová herečka († 21. března 1967)
- 1. června – Karel Šíp, baskytarista, moderátor, bavič, scenárista a textař
- 3. června – Václav Girsa, památkový architekt a pedagog
- 4. června – Petr Hana, malíř († 25. prosince 1991)
- 5. června – Evelyna Steimarová, herečka
- 6. června – Zuzana Šavrdová, herečka († 31. března 2011)
- 8. června – Hana Rysová, fotografka
- 12. června – Jaroslav Poncar, fotograf
- 13. června – Jiří Kuthan, historik a historik umění
- 17. června – Miroslav Konrád, akademický malíř
- 18. června – Bohumil Veselý, fotbalista
- 20. června – Dana Hlaváčová, filmová herečka
- 23. června – Jan Hrubý, grafik, karikaturista
- 26. června – Ondřej Neff, spisovatel science fiction a novinář
- 27. června – Ladislav Maria Wagner, malíř, grafik a sochař
- 29. června – Pavel Minařík, agent komunistické Státní bezpečnosti
- 2. července – Erich Šefčík, archivář, historik, numismatik († 15. října 2004)
- 4. července – Miloslav Topinka, básník a esejista
- 5. července
  - Kamil Kalina, psychiatr, adiktolog a politik
  - Viktor Sodoma, zpěvák
- 7. července – Karel Kafka, abstraktní malíř
- 10. července – Jiří Nykodým, soudce Ústavního soudu
- 13. července – Josef Vejvoda, hudební skladatel, bubeník, aranžér, kapelník a dirigent
- 15. července – Michal Pavlata, herec († 21. ledna 2017)
- 24. července – Michael Janík, folkový písničkář
- 28. července – Václav Žák, programátor, politik a publicista
- 29. července
  - Josef Jonáš, lékař působící v oblasti alternativní medicíny
  - Ivan Rajmont, režisér a divadelní pedagog († 7. prosince 2015)
- 31. července – Tomáš Vačkář, hudební skladatel († 2. května 1963)
- 5. srpna – Miroslav Štěpán, politik Komunistické strany Československa († 23. března 2014)
- 6. srpna – Josef Reischig, biolog († 10. srpna 2008)
- 8. srpna – Štěpán Rak, kytarista, hudební skladatel a pedagog
- 12. srpna – František Koudelka, malíř a sochař
- 14. srpna – Michal Černoušek, psycholog, pedagog a publicista († 16. ledna 2005)
- 19. srpna – Helena Haškovcová, bioložka a filosofka
- 20. srpna – Sylvie Richterová, básnířka, prozaička a literární teoretička
- 30. srpna – Libuše Moníková, česká německy píšící spisovatelka († 12. ledna 1998)
- 2. září – Ladislav Potměšil, herec († 12. července 2021)
- 6. září – Petr Novák, zpěvák a skladatel († 19. srpna 1997)
- 13. září – Jiří Svoboda, skladatel filmové hudby († 11. března 2004)
- 14. září – Jaroslav Uhlíř, skladatel, herec, zpěvák, komik, klavírista
- 16. září – Ondřej Suchý, novinář, moderátor spisovatel a textař
- 8. října – Zdena Herfortová, filmová a divadelní herečka
- 9. října – Jiří Kroupa, historik umění
- 16. října – Pavel Varvařovský, veřejný ochránce práv
- 17. října – Petr Musílek, spisovatel
- 21. října – Vojtěch Steklač, spisovatel a překladatel
- 22. října – Martin Říha, architekt a urbanista
- 24. října – John Bok, politický aktivista
- 31. října – Rostislav Vaněk, český tvůrce písma, typograf a pedagog
- 6. listopadu – Jiří Žáček, spisovatel, překladatel, básník
- 7. listopadu – Vladimír Macura, spisovatel, literární vědec a kritik († 17. dubna 1999)
- 11. listopadu – Dana Syslová, herečka a moderátorka
- 12. listopadu – Miroslav Paleček, folkový písničkář
- 13. listopadu – Jan Čarvaš, baskytarista a zpěvák († říjen 2008)
- 16. listopadu
  - Jiří Jilík, novinář, publicista, spisovatel a folklorista
  - František Vnouček, politik († 22. května 2008)
- 19. listopadu – Josef Opatrný, historik a iberoamerikanista († 15. dubna 2025)
- 21. listopadu – Jarmila Jeřábková, návrhářka dřevěných hraček
- 22. listopadu – Ivan Pařík, dirigent
- 23. listopadu – Vladimír Jánoš, veslař, reprezentant Československa, olympionik
- 25. listopadu – Ladislav Kantor, zpěvák, hudební publicista, režisér a politik († 26. července 2015)
- 27. listopadu
  - Zdeněk Rosenbaum, novinář, redaktor a spisovatel
  - Natalie Venclová, archeoložka
- 28. listopadu – Boris Krajný, klavírista a pedagog
- 29. listopadu – Hana Maciuchová, herečka († 26. ledna 2021)
- 3. prosince – Zdeněk Porybný, novinář
- 5. prosince – Dušan Tešnar, viceprezident NKÚ
- 8. prosince – Lubomír Hrouda, botanik
- 11. prosince – Luděk Zahradníček, biochemik, politik a diplomat
- 17. prosince – Miloš Čižmář, archeolog († 31. července 2012)
- 18. prosince – Jan Krámek, politik
- 21. prosince – Ivan Rössler, textař, novinář, scenárista, dramaturg
- 24. prosince – Evžen Jecho, sochař, grafik, architekt, spisovatel, novinář
- 25. prosince – Richard Tesařík, zpěvák
- 28. prosince – Emil Přikryl, architekt
- 30. prosince – Jaroslav Hellebrand, veslař, reprezentant Československa, olympionik

### Svět
- 1. ledna

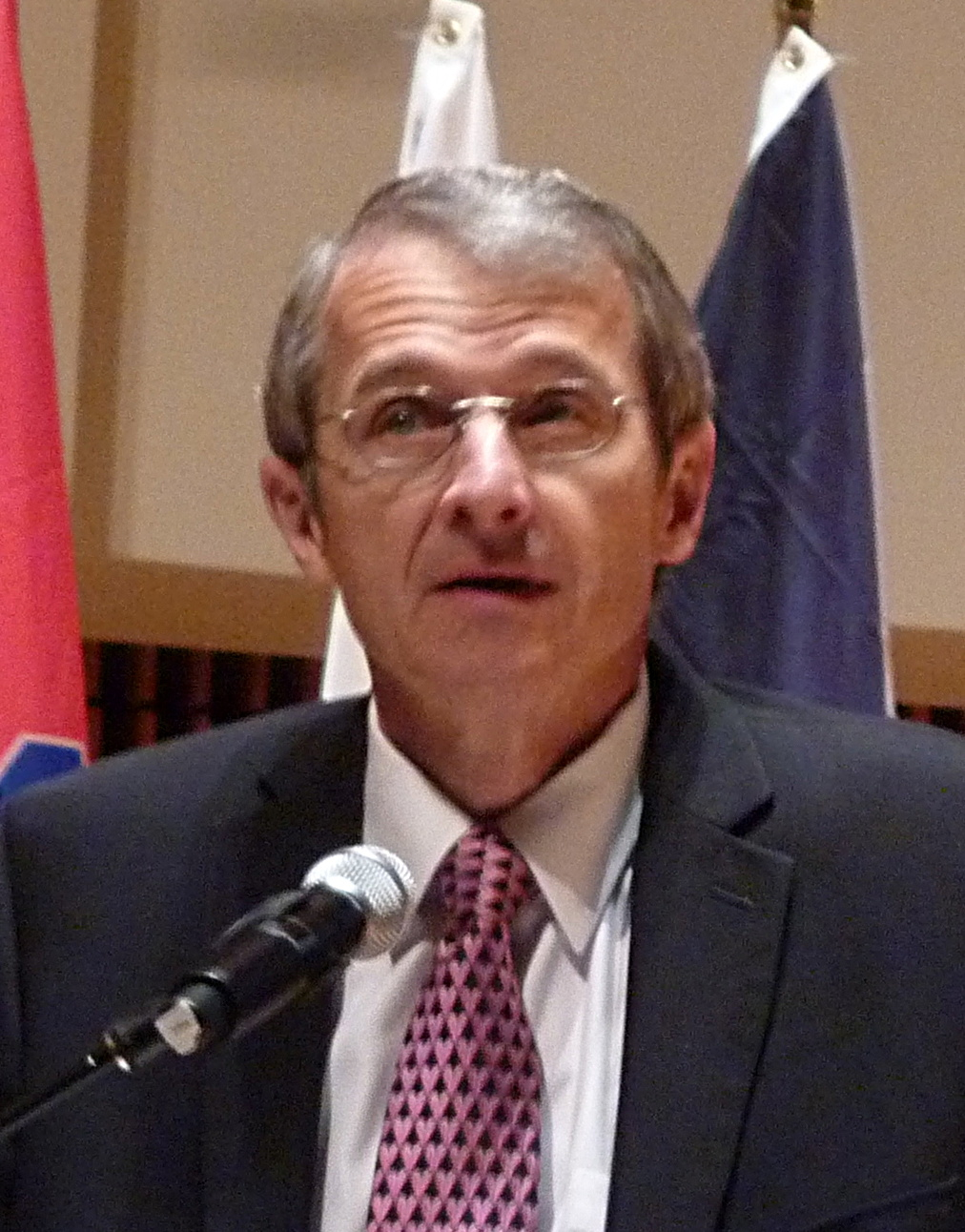
Richard Schrock (* 4. ledna)

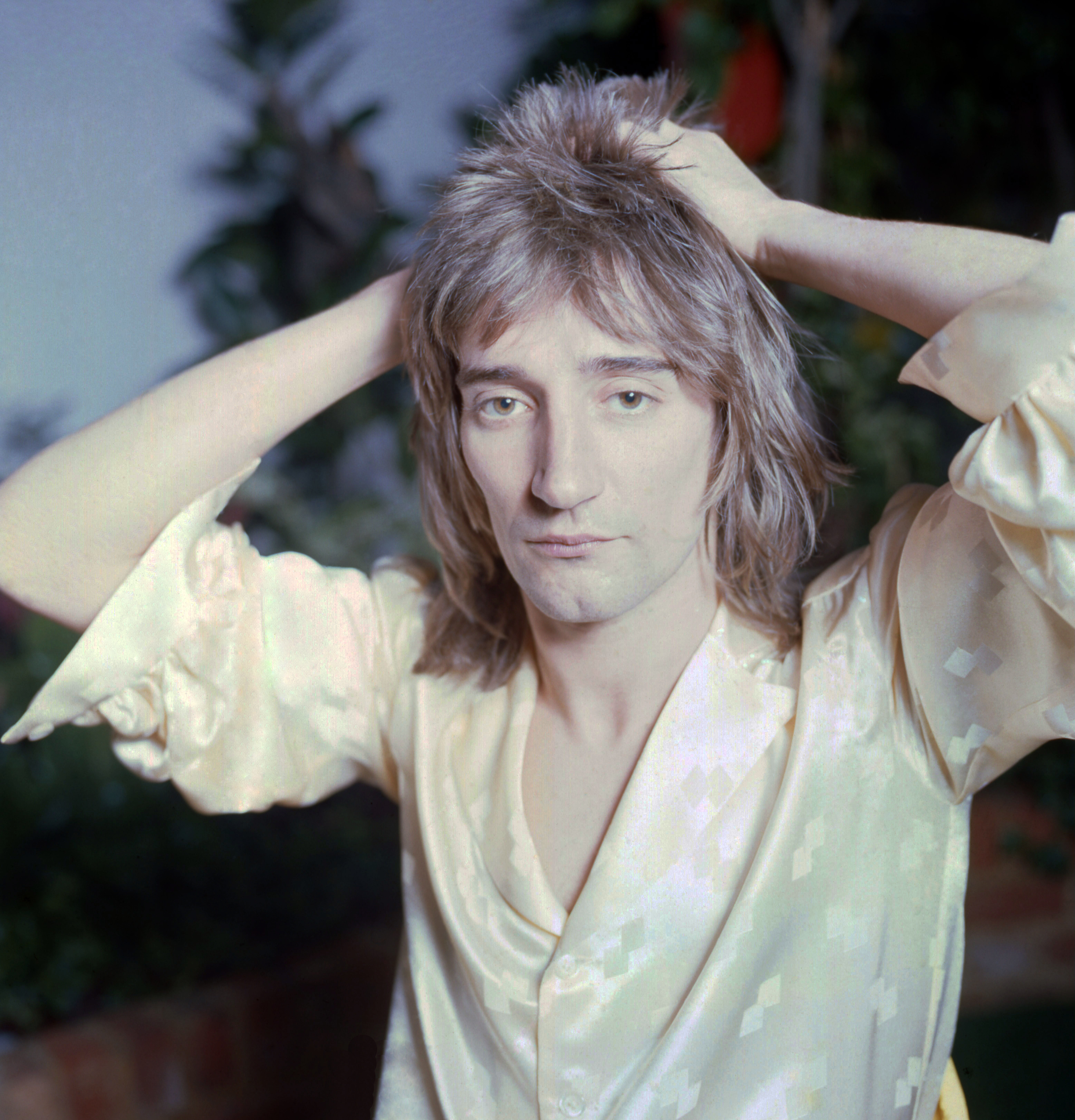
Rod Stewart (* 10. ledna)

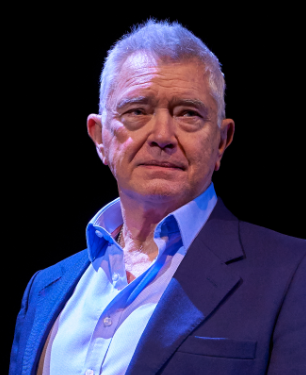
Martin Shaw (* 21. ledna)

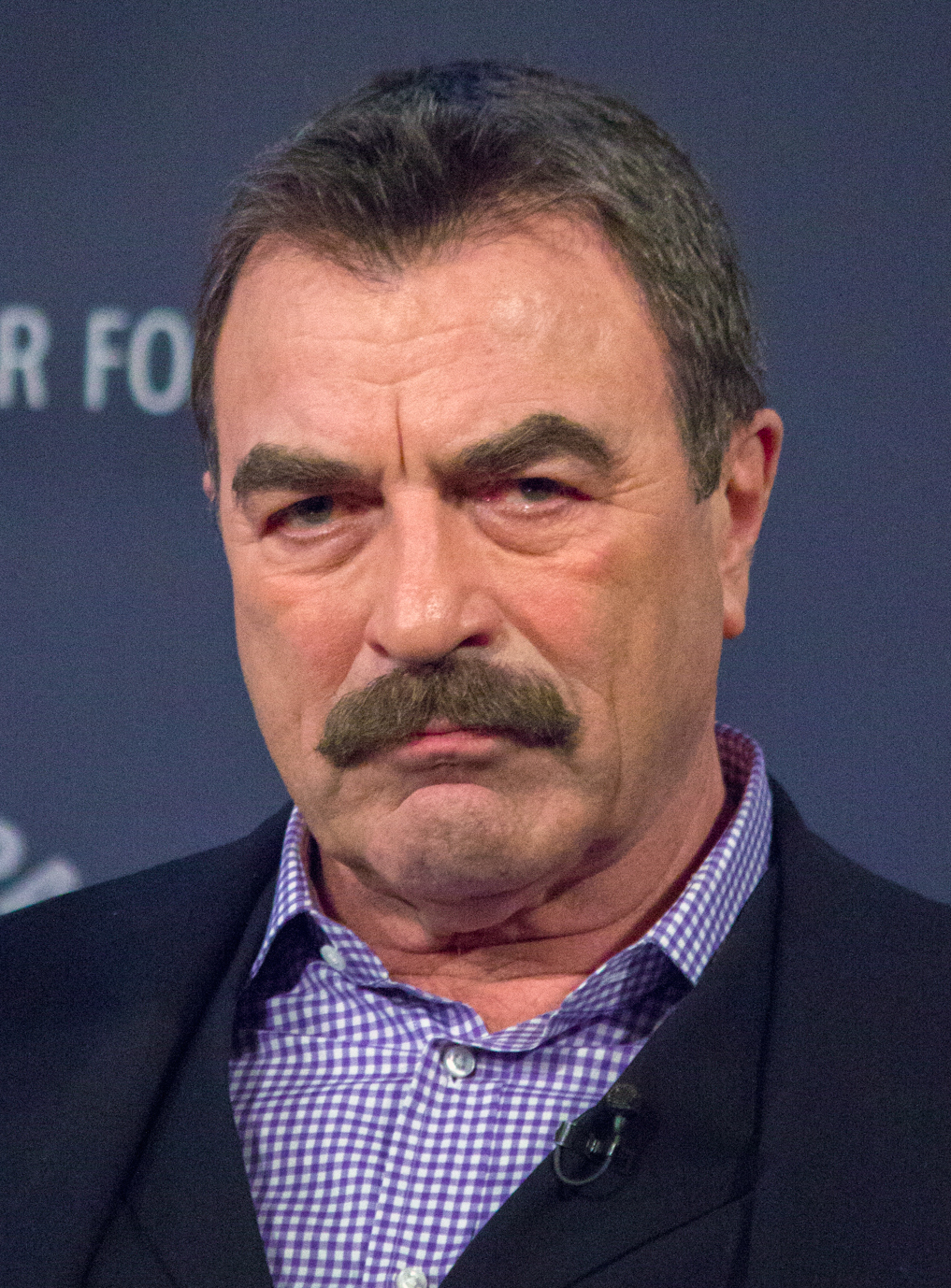
Tom Selleck (* 29. ledna)

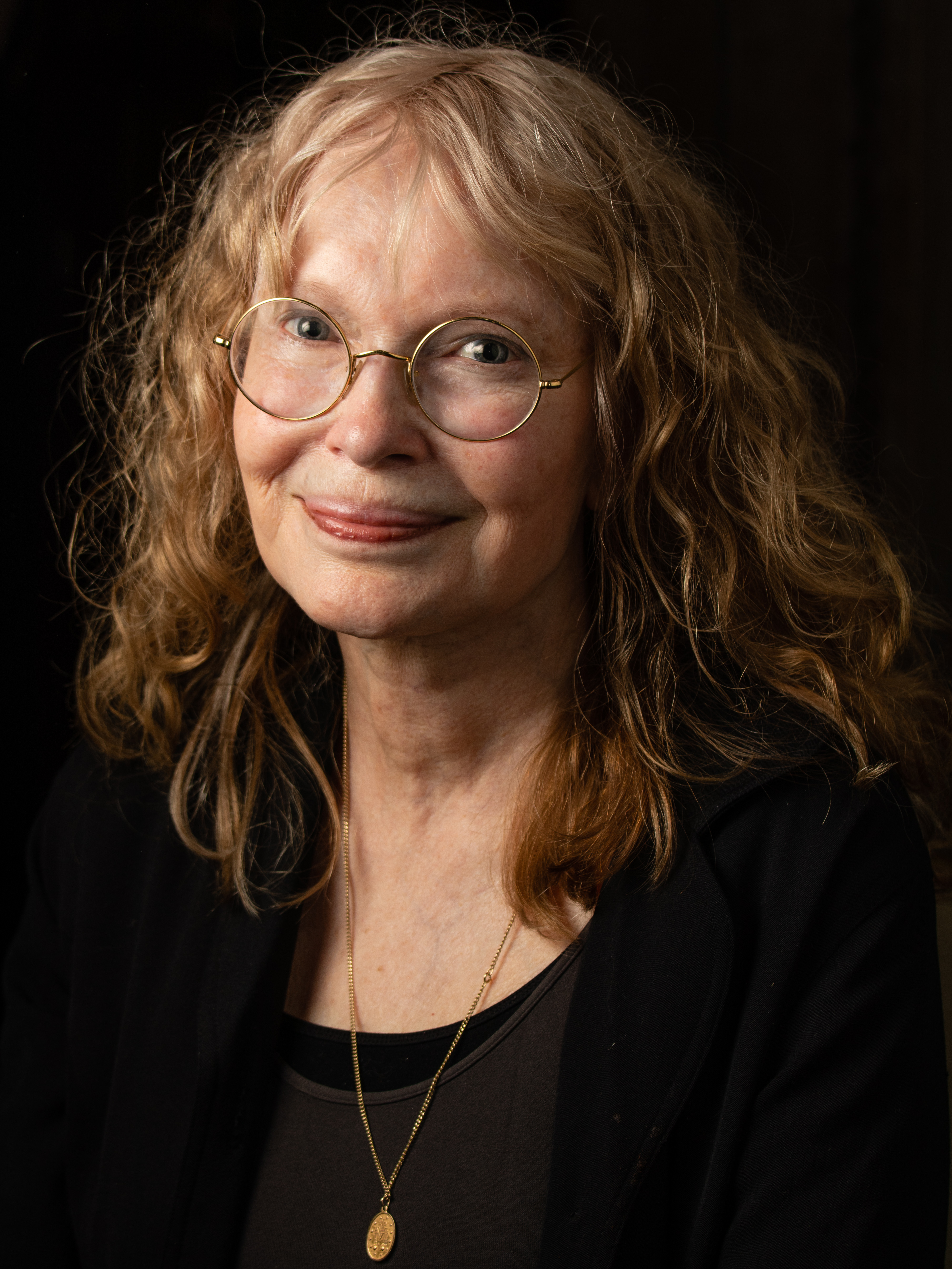
Mia Farrow (* 9. února)

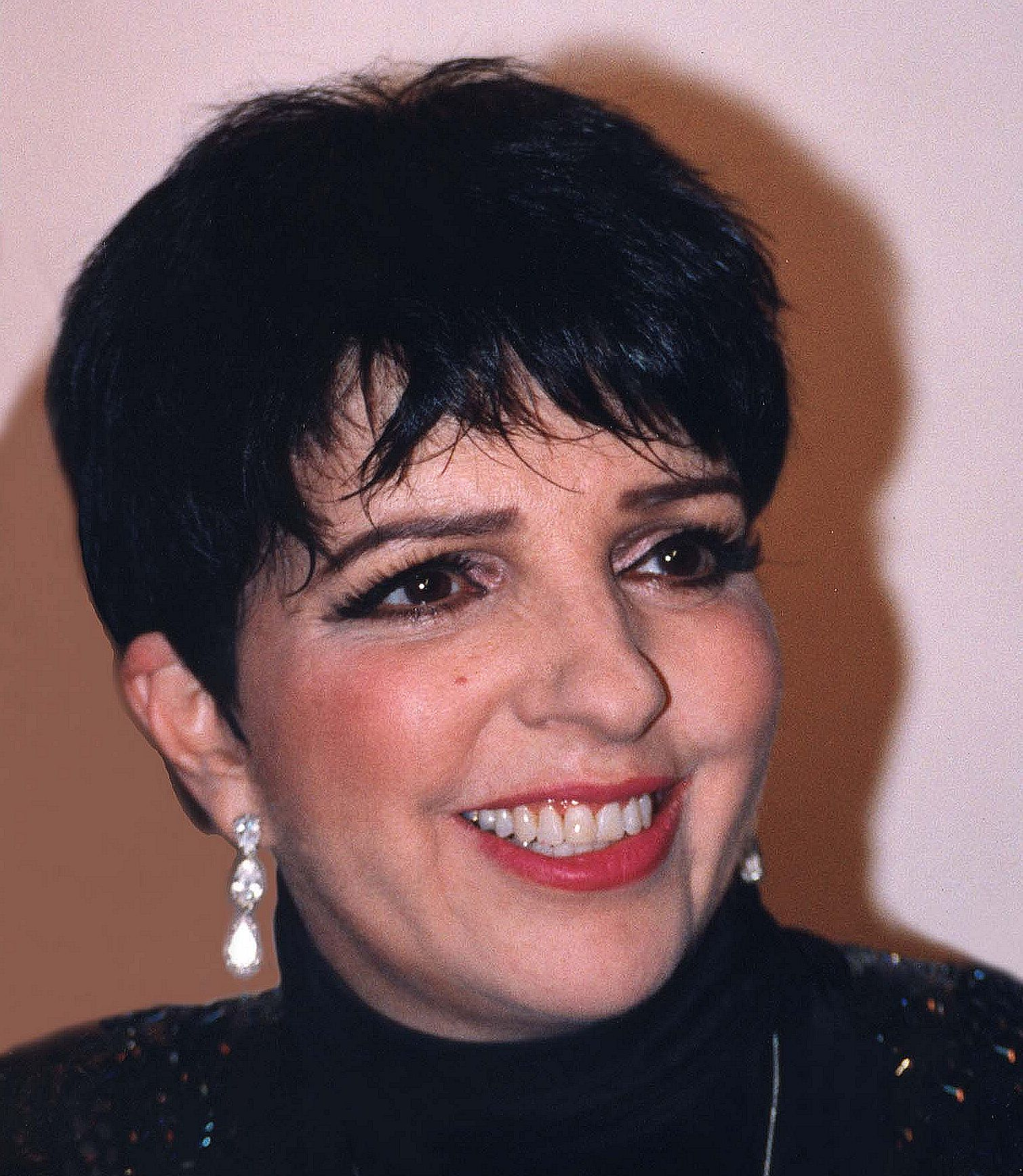
Liza Minnelli (* 12. března)

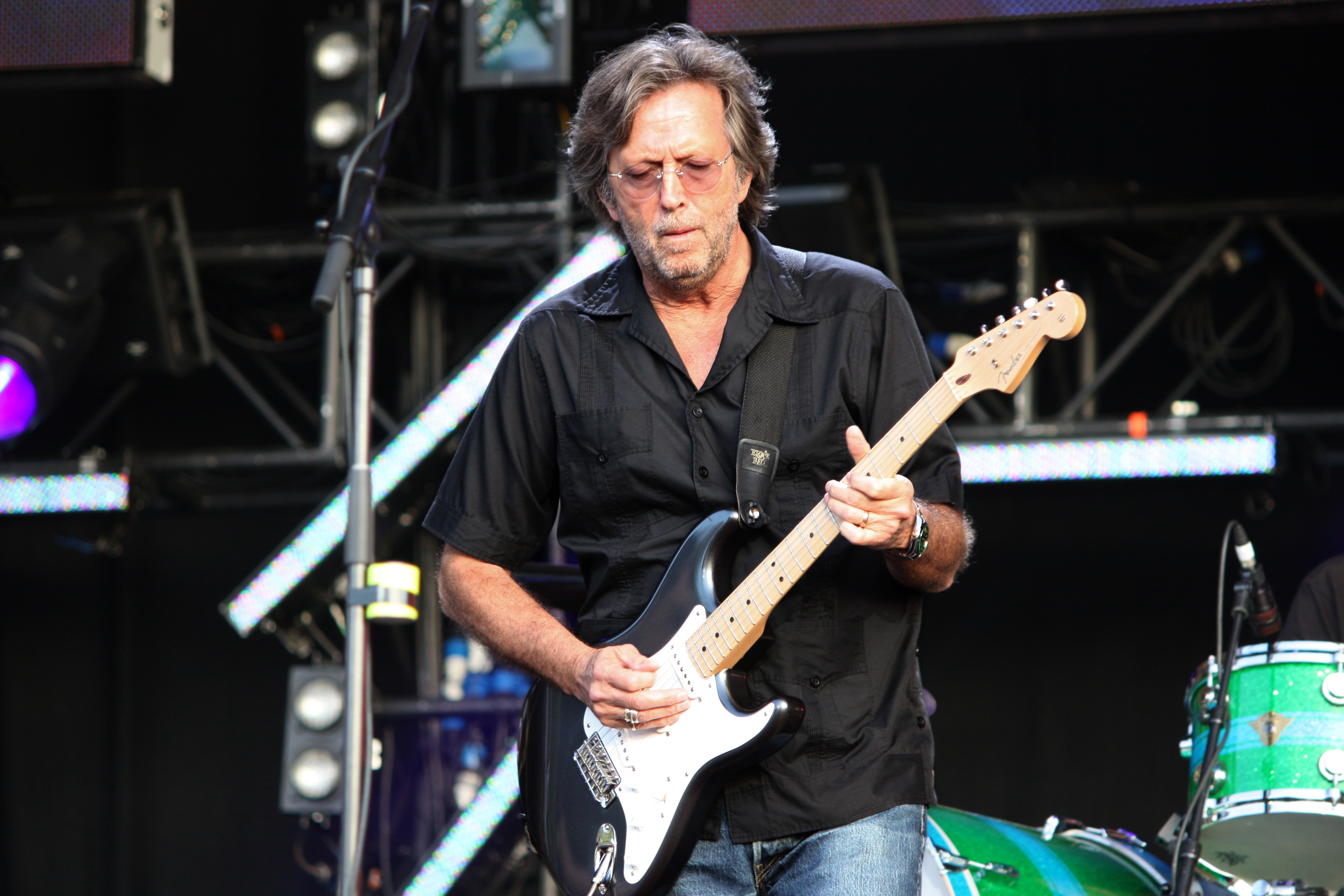
Eric Clapton (* 30. března)

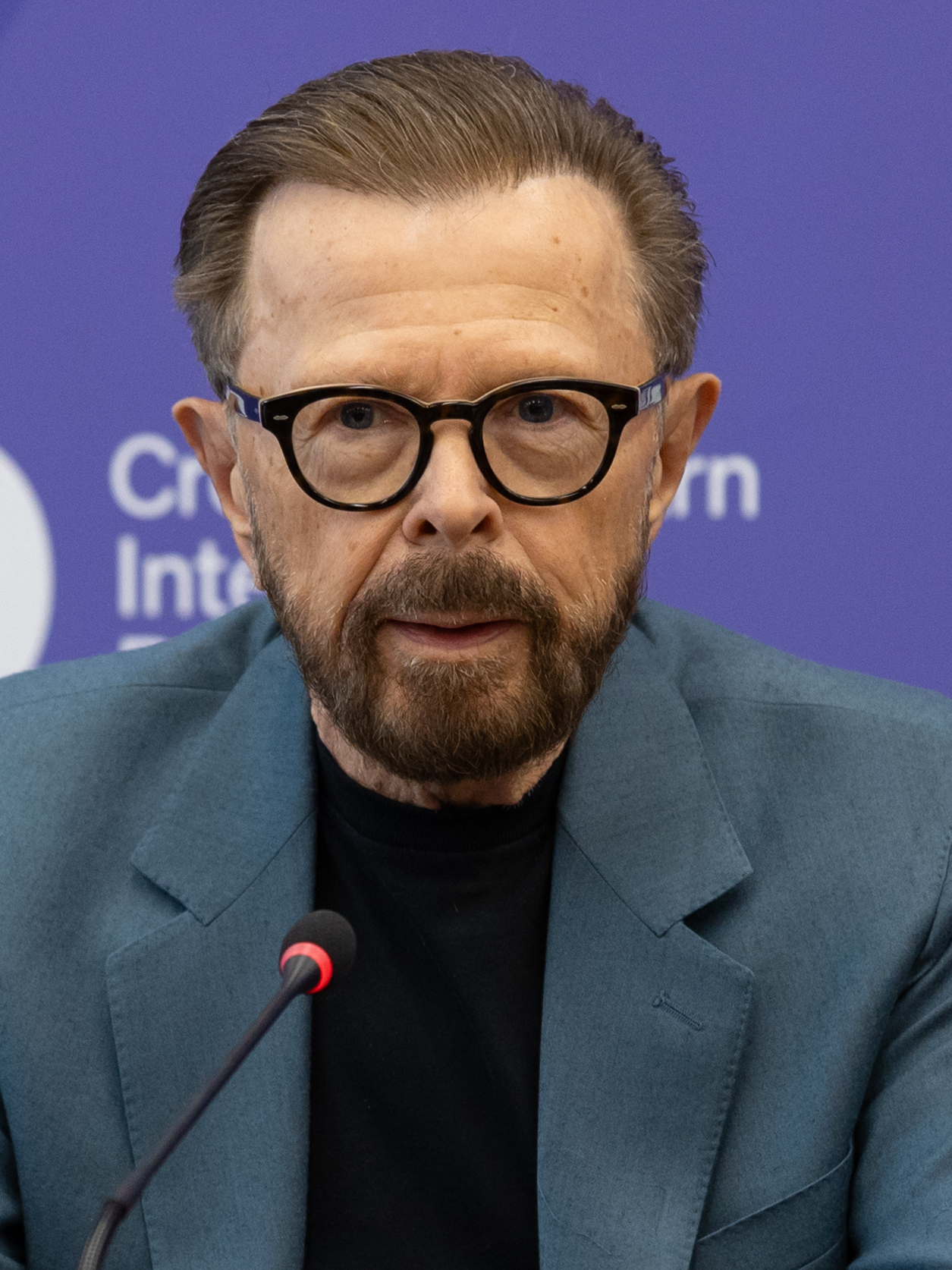
Björn Ulvaeus (* 25. dubna)

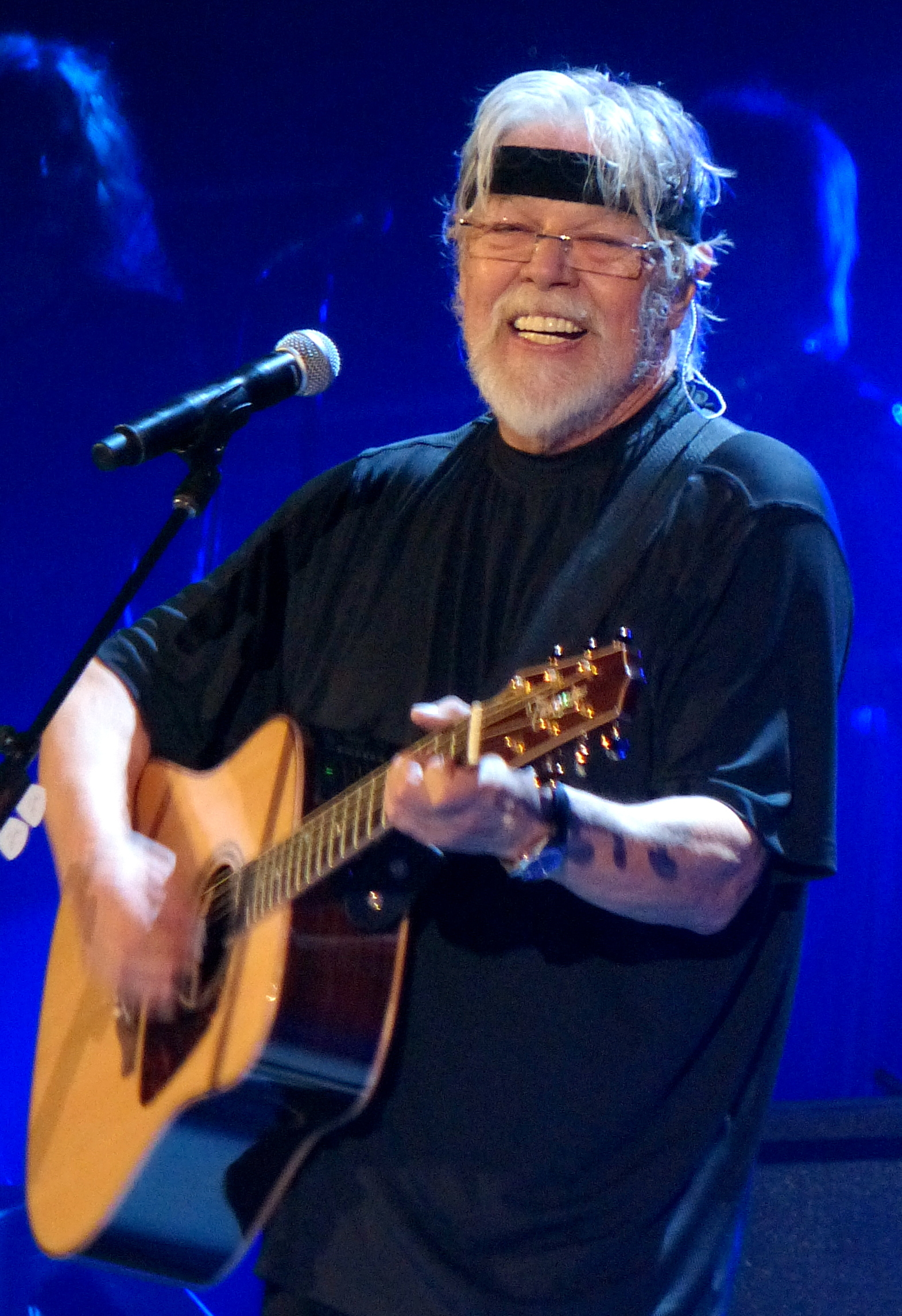
Bob Seger (* 6. května)

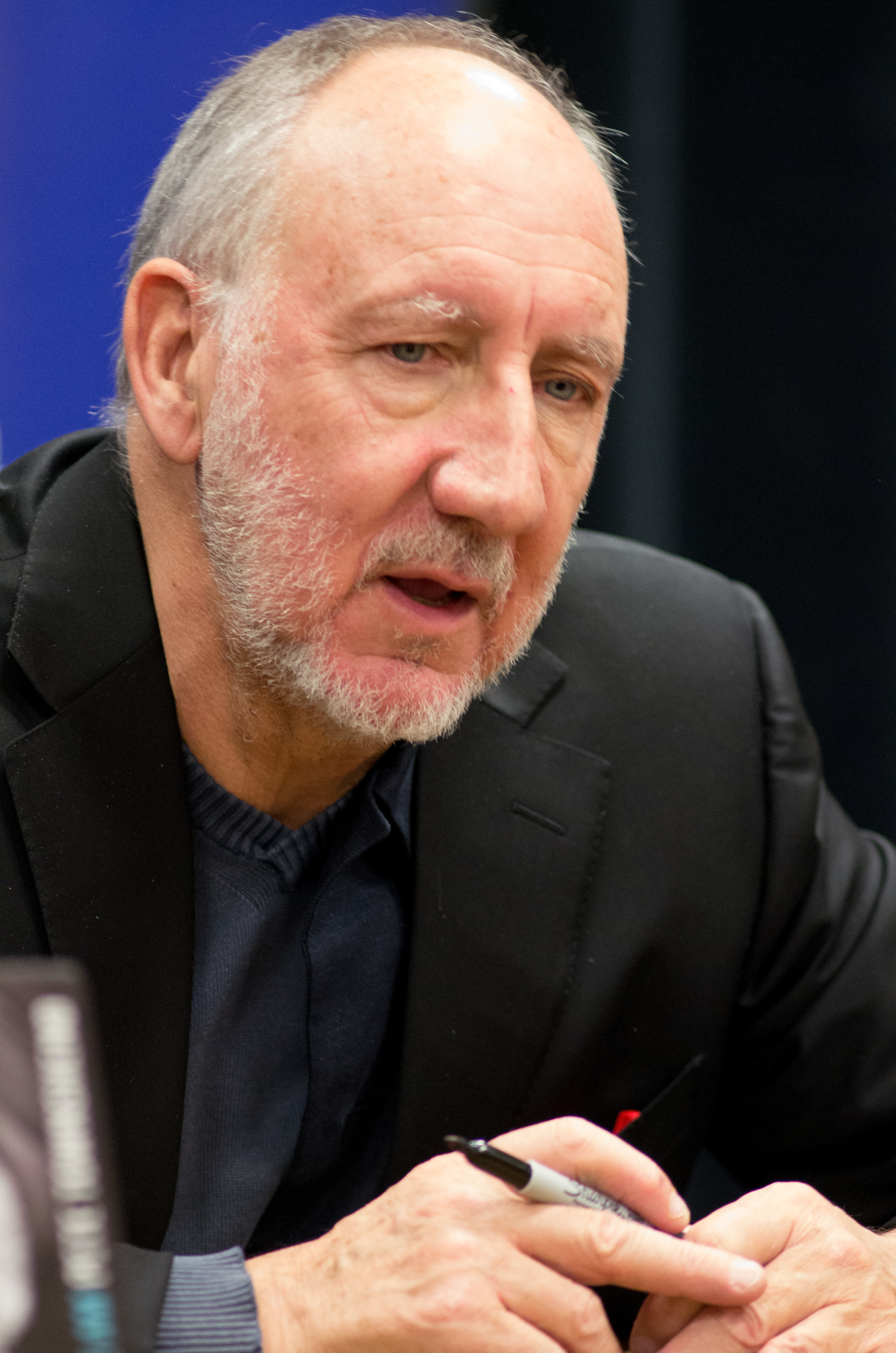
Pete Townshend (* 19. května)

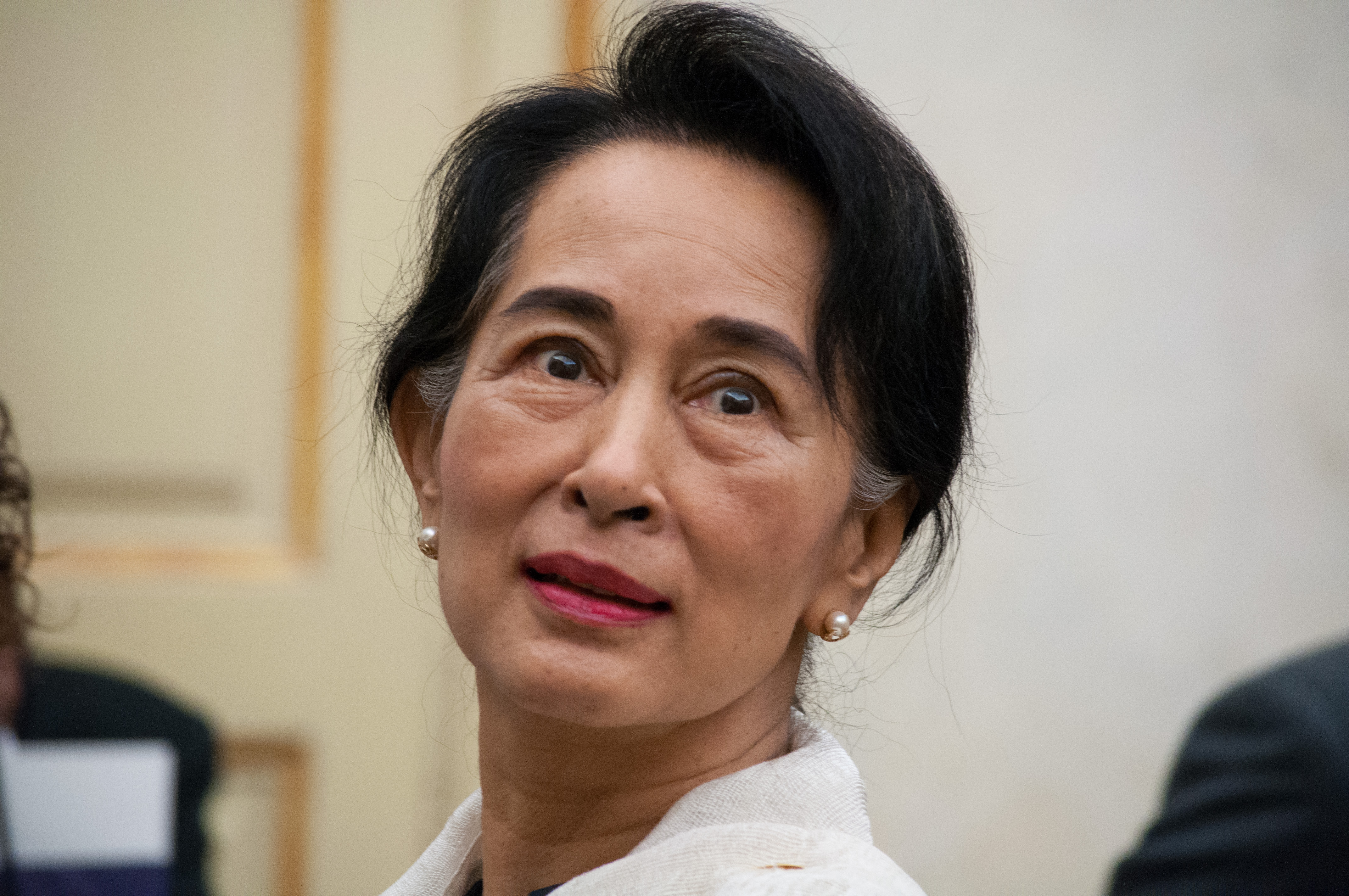
Aun Schan Su Ťij (* 19. června)

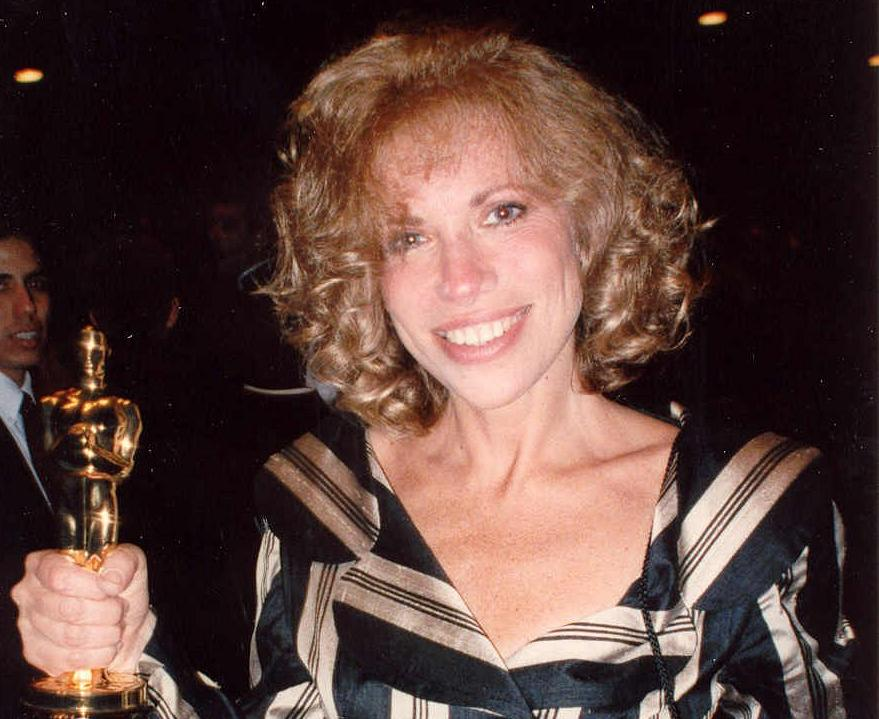
Carly Simon (* 25. června)

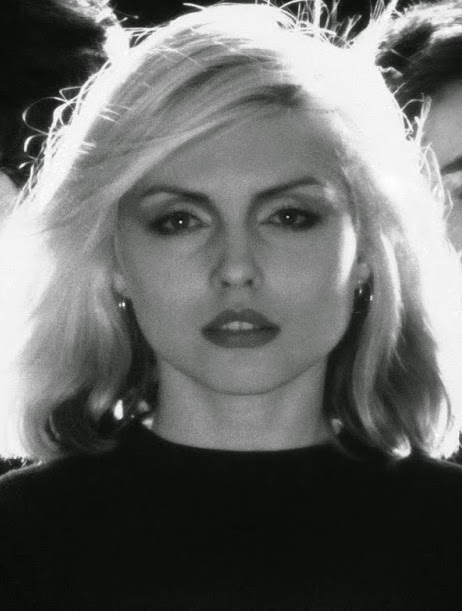
Debbie Harry (* 1. července)

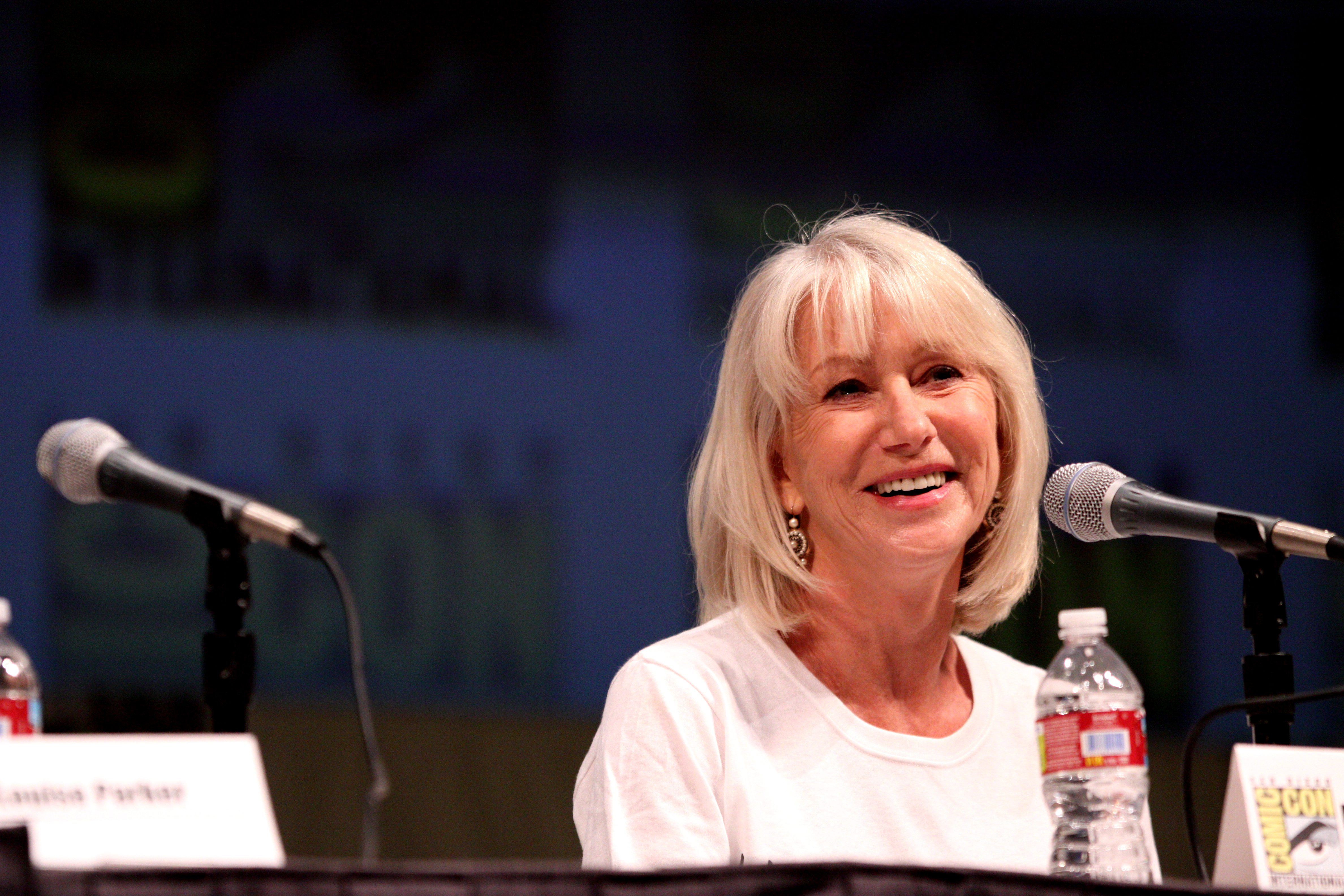
Helen Mirrenová (* 26. července)

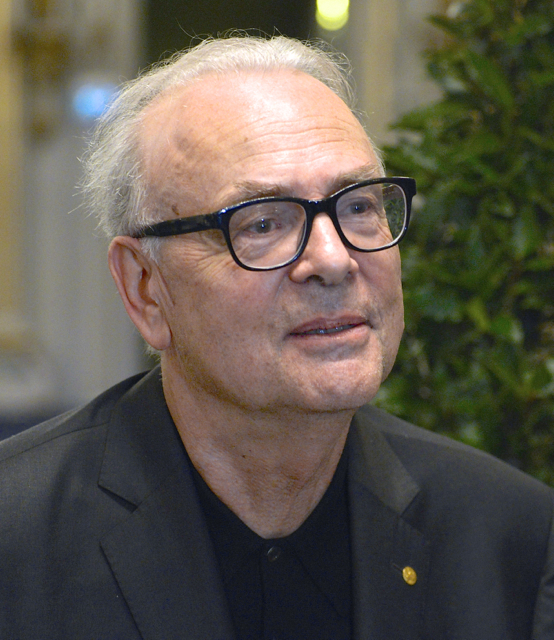
Patrick Modiano (* 30. července)

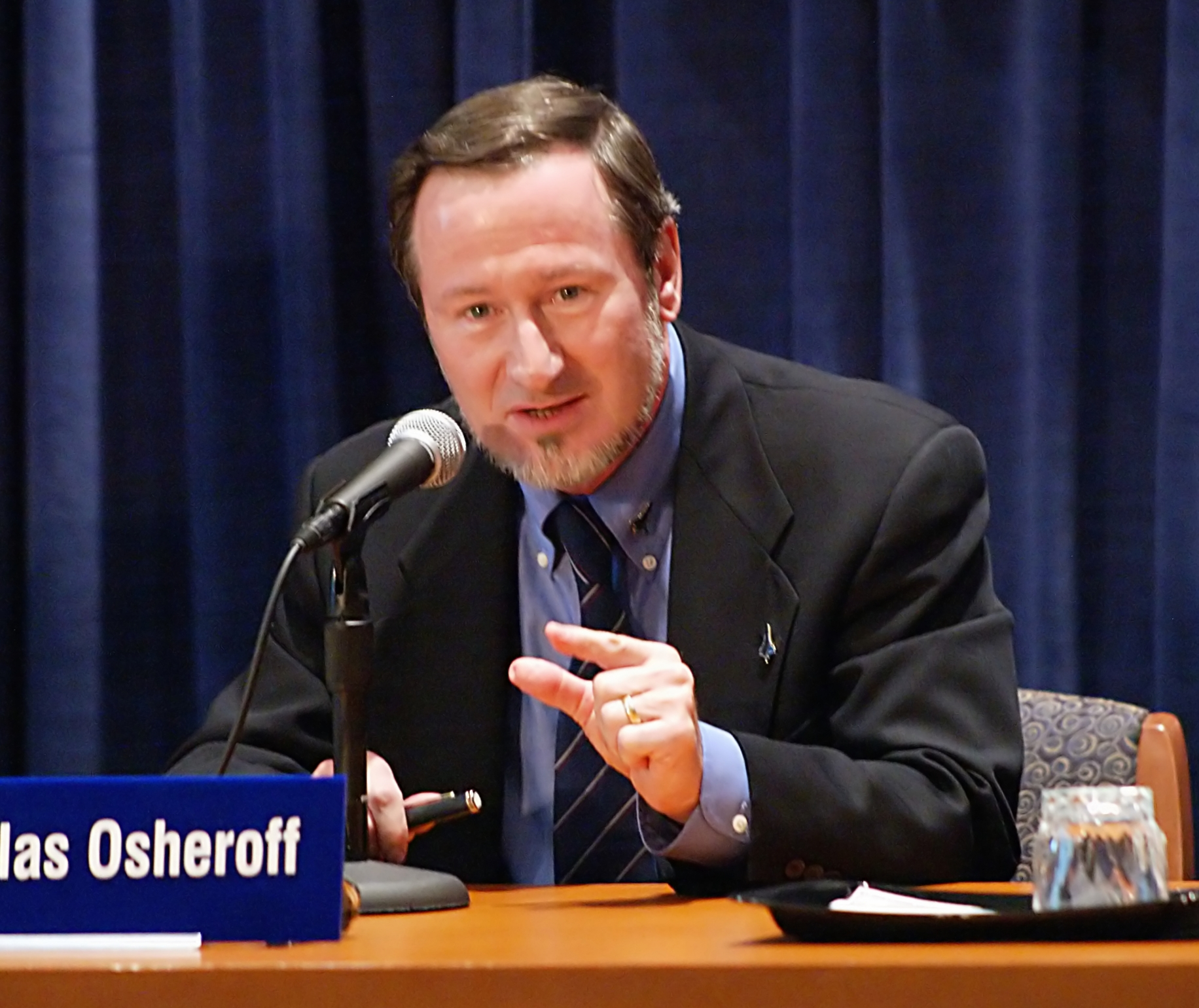
Douglas Dean Osheroff (* 1. srpna)

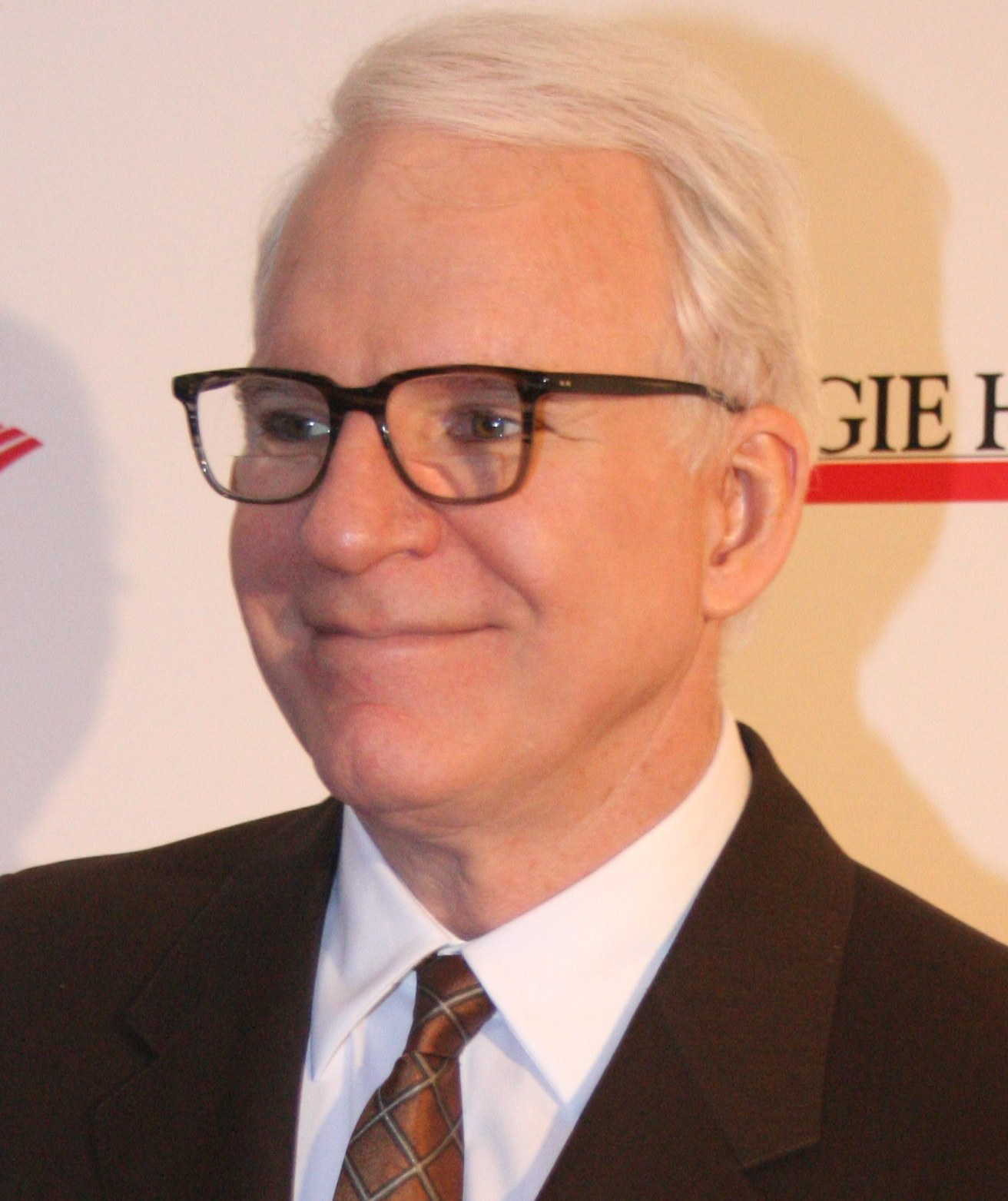
Steve Martin (* 14. srpna)

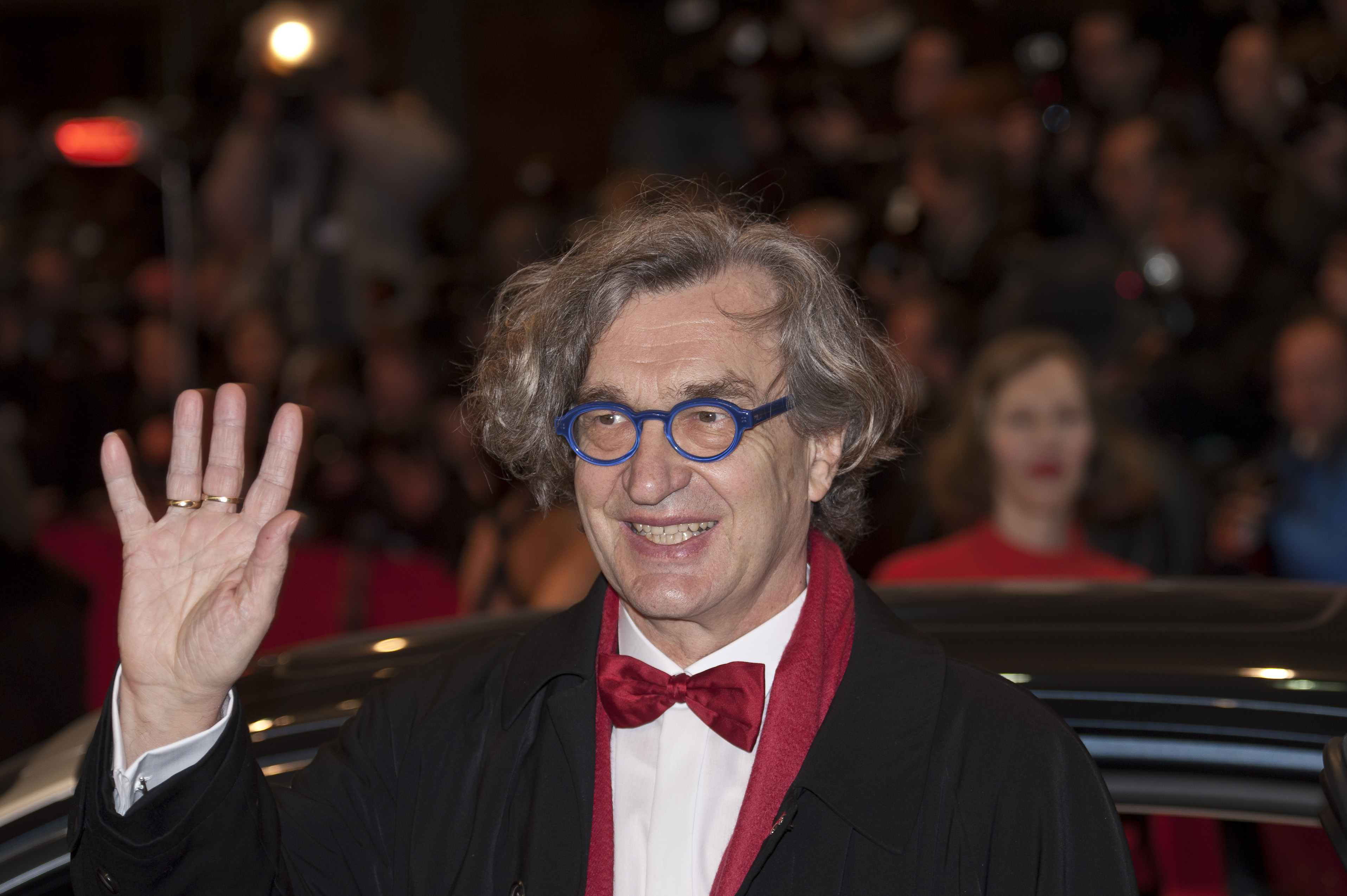
Wim Wenders (* 14. srpna)

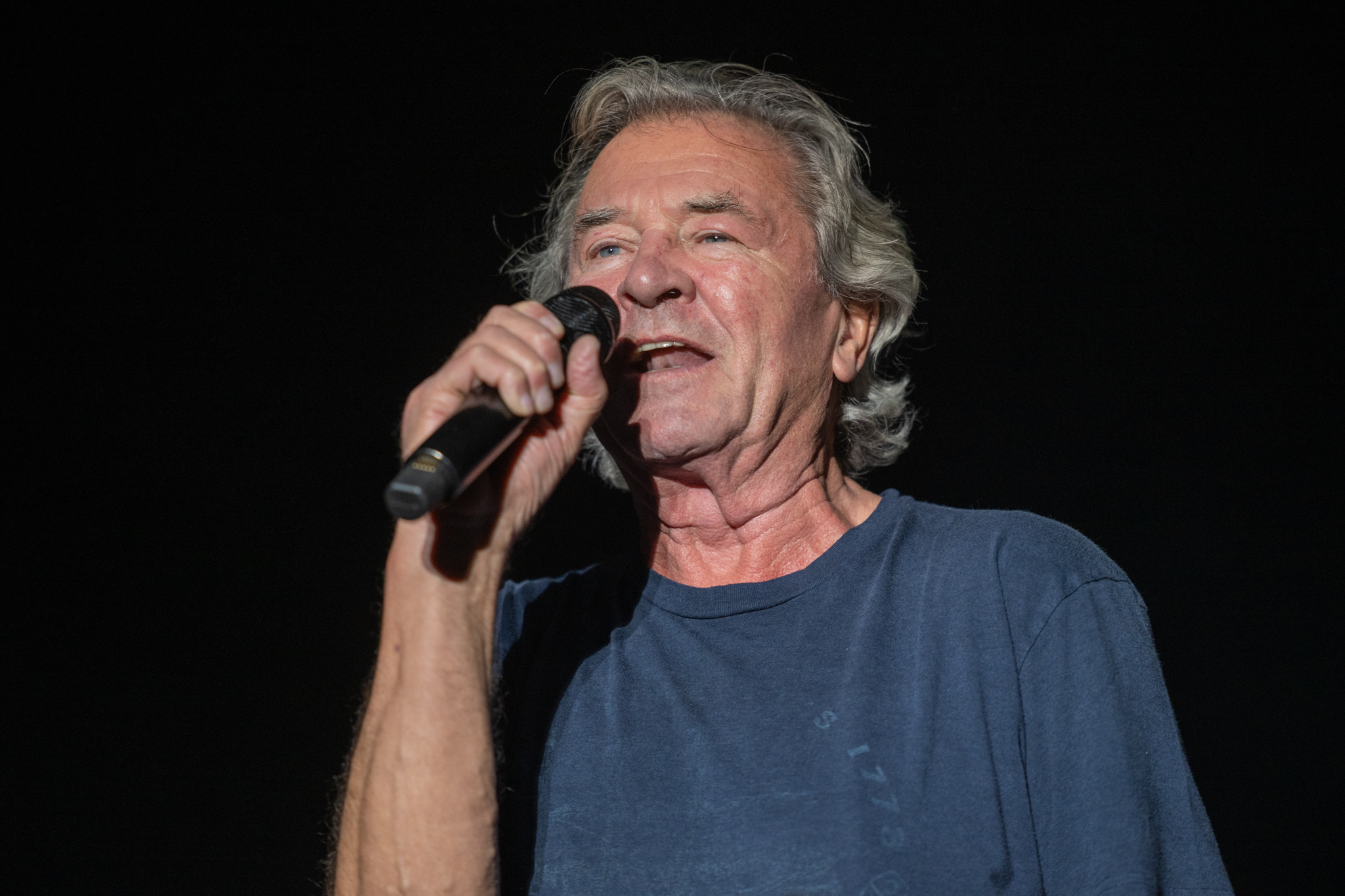
Ian Gillan (* 19. srpna)

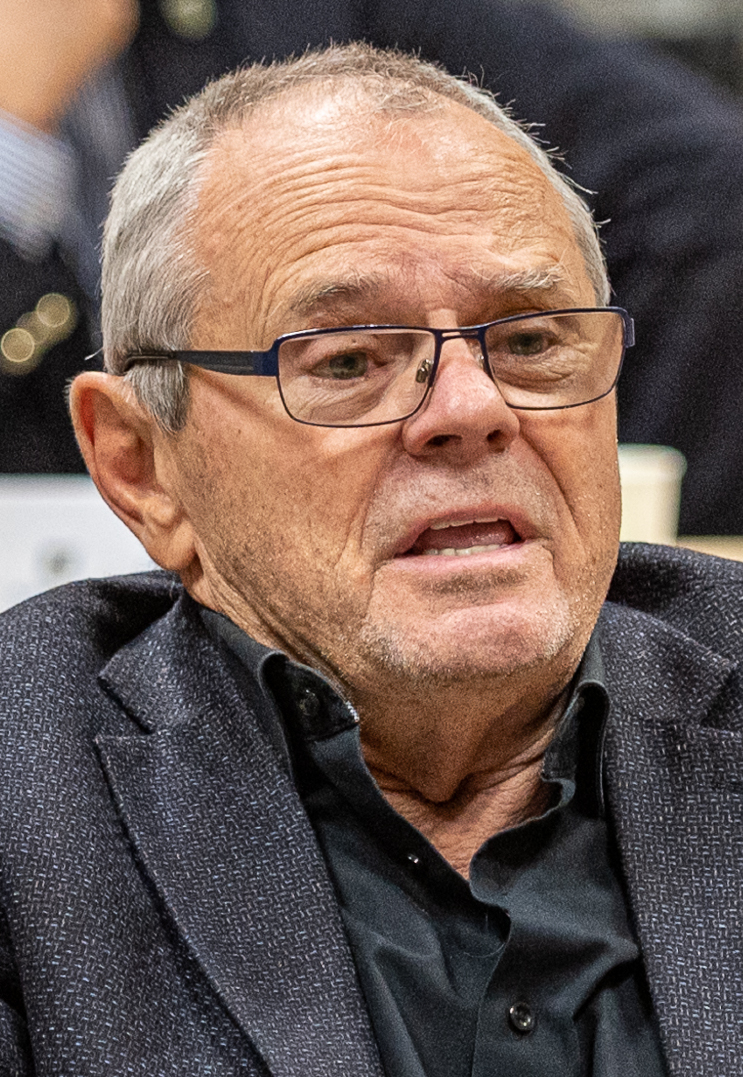
Milan Kňažko (* 28. srpna)

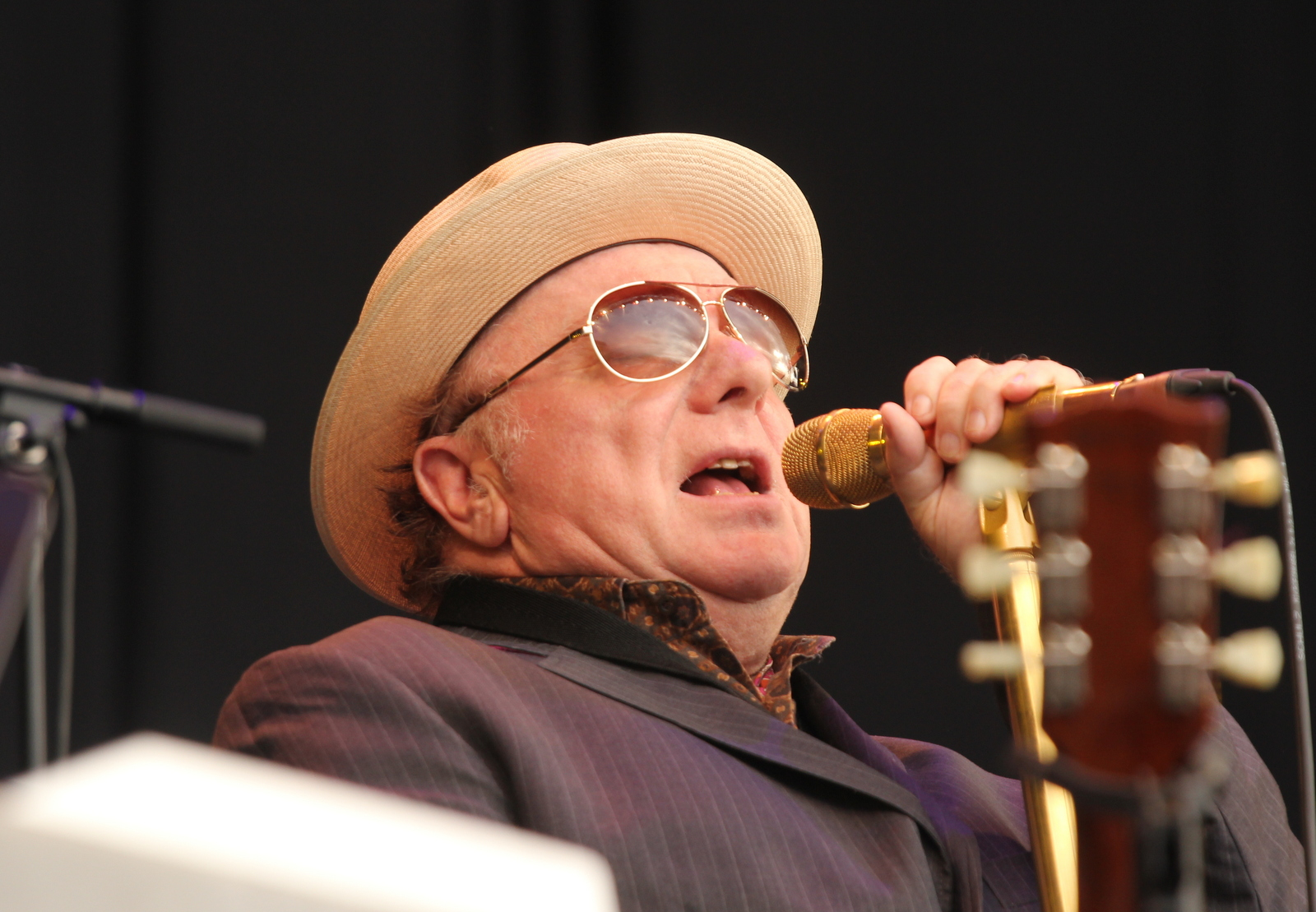
Van Morrison (* 31. srpna)

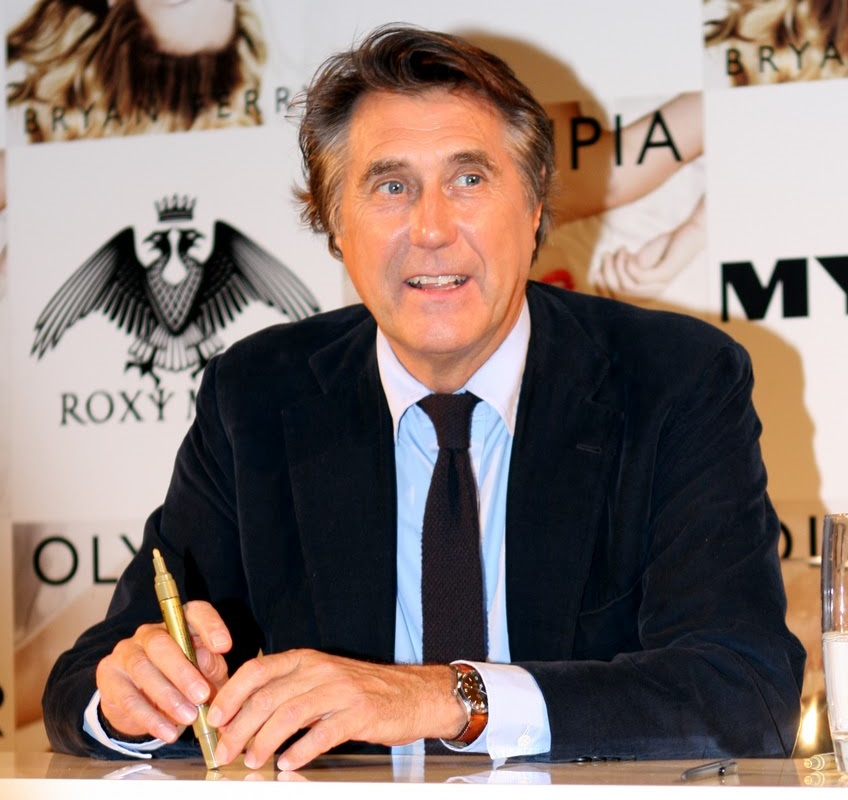
Bryan Ferry (* 26. září)

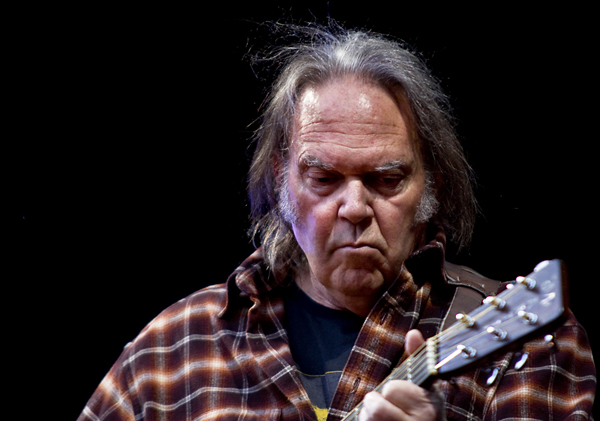
Neil Young (* 12. listopadu)

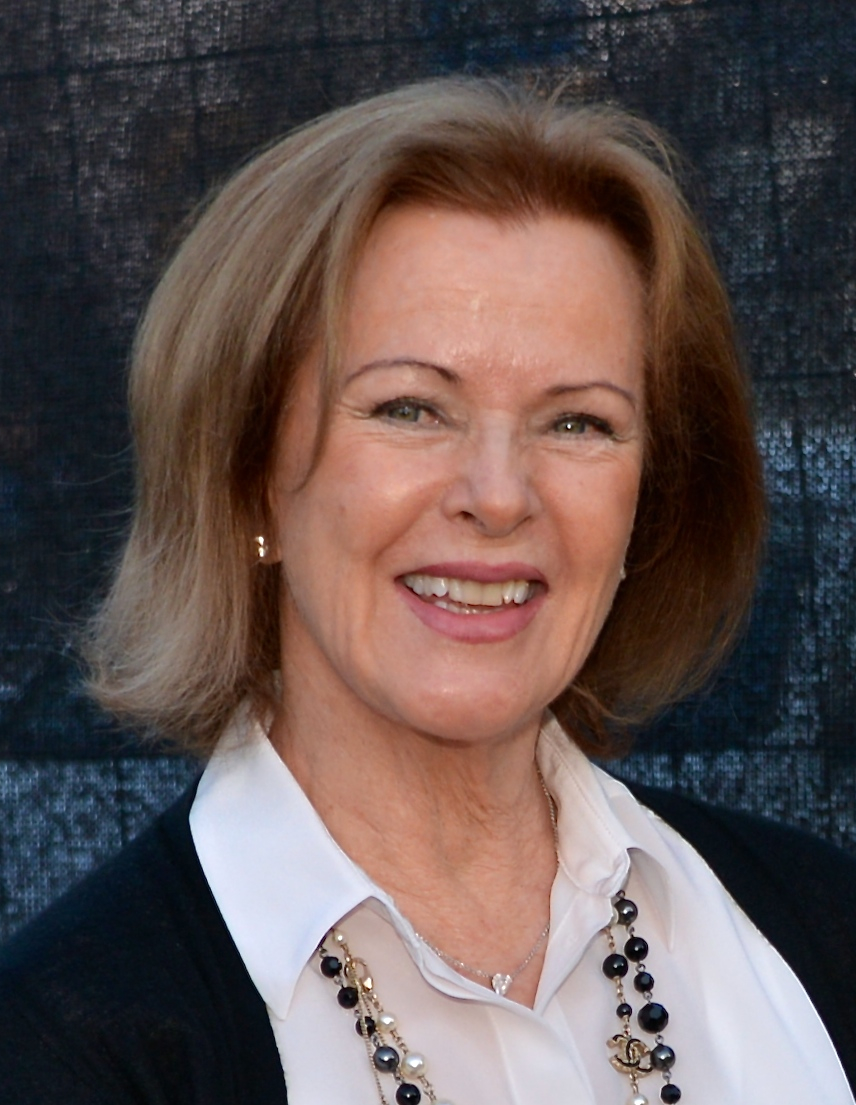
Anni-Frid Lyngstadová (* 15. listopadu)

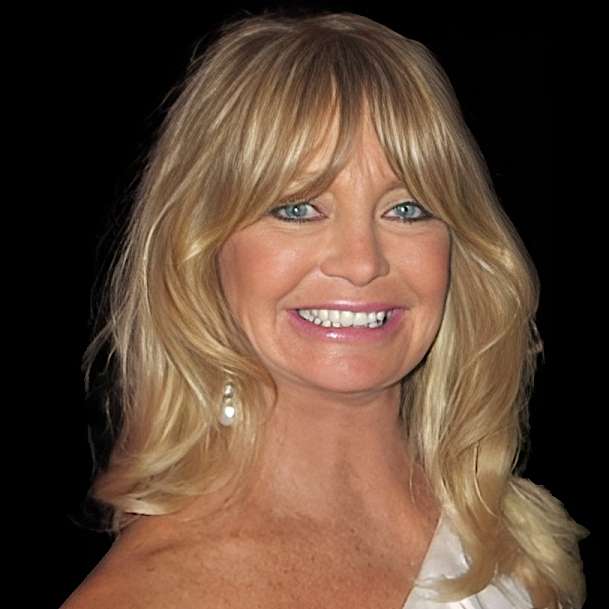
Goldie Hawn (* 21. listopadu)

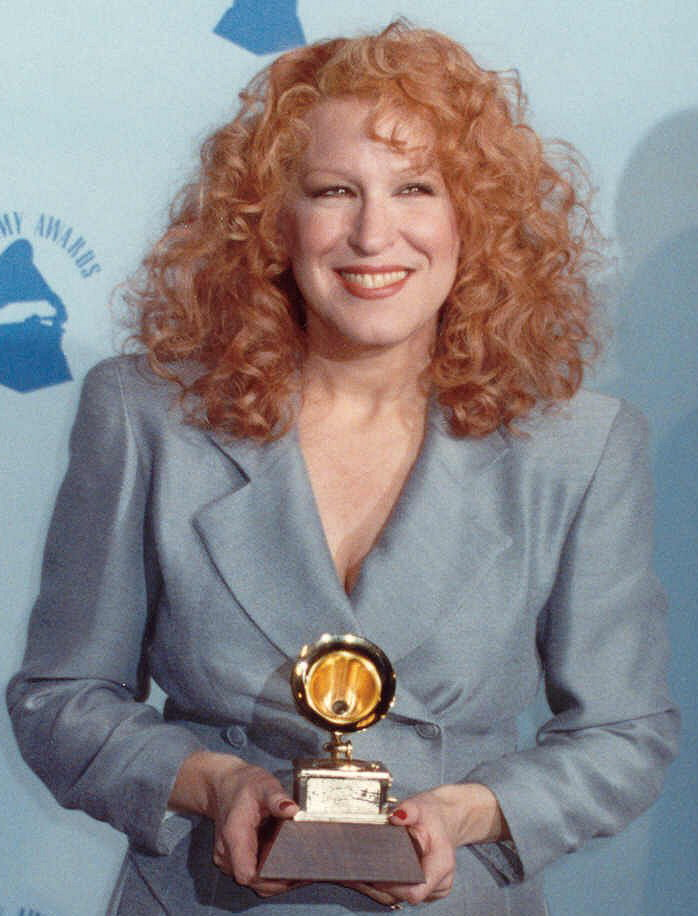
Bette Midler (* 1. prosince)

  - Jacky Ickx, belgický motocyklový a automobilový závodník
  - Woo-ping Yuen, čínský režisér kung-fu akčních filmů, scenárista a herec
- 3. ledna – Stephen Stills, americký kytarista, zpěvák a písničkář
- 4. ledna – Richard Schrock, americký chemik, Nobelova cena 2005
- 6. ledna
  - Alfredo Conde, španělský (galicijský) prozaik
  - Barry John, velšský ragbista († 4. února 2024)
- 9. ledna
  - Roger Chartier, francouzský kulturní historik
  - Jana Posnerová, slovenská sportovní gymnastka, stříbrná na OH
  - Levon Ter-Petrosjan, první arménský prezident
- 10. ledna – Rod Stewart, britský zpěvák
- 21. ledna
  - Pete Kircher, britský bubeník
  - Martin Shaw, anglický herec
- 22. ledna
  - Michael Cristofer, americký dramatik, scenárista, režisér a herec
  - Christoph Schönborn, rakouský kardinál
- 25. ledna
  - Philippe Ouédraogo, burkinafaský kardinál
  - Marián Posluch, ministr spravedlnosti Slovenska
  - Dave Walker, britský zpěvák a kytarista
- 26. ledna
  - Ashley Hutchings, britský zpěvák a baskytarista
  - Barbara Kruger, americká vizuální a konceptuální umělkyně
  - Jacqueline du Pré, anglická violoncellistka († 19. října 1987)
- 28. ledna
  - John Perkins, americký aktivista, spisovatel literatury faktu
  - Robert Wyatt, britský hudebník, zpěvák, klávesista
- 29. ledna – Tom Selleck, americký herec, scenárista a producent
- 30. ledna – Me'ir Dagan, ředitel izraelské zpravodajské služby Mosad († 17. března 2016)
- 31. ledna – Joseph Kosuth, americký konceptuální umělec
- 4. února – John Stubblefield, americký jazzový saxofonista († 4. července 2005)
- 6. února – Bob Marley, jamajský zpěvák, skladatel a kytarista († 11. května 1981)
- 7. února – Gerald Davies, velšský ragbista
- 9. února – Mia Farrowová, americká herečka, zpěvačka
- 11. února – Ralph Doubell, australský olympijský vítěz v běhu na 800 metrů
- 12. února
  - Maud Adamsová, švédská herečka
  - Cliff DeYoung, americký herec a hudebník
  - David Friedman, americký ekonom, právní teoretik a spisovatel
- 13. února – Evald Flisar, slovinský spisovatel, básník, překladatel, dramatik
- 14. února
  - Vic Briggs, anglický kytarista, pianista, baskytarista a zpěvák († 30. června 2021)
  - Hans Adam II., vládnoucí lichtenštejnský kníže
- 15. února
  - John Helliwell, britský hudebník
  - Douglas Hofstadter, americký filosof
- 18. února – Damjan Prelovšek, slovinský historik umění, diplomat a vodní slalomář
- 20. února – George F. Smoot, americký astrofyzik, Nobelova cena 2006
- 21. února – Paul Newton, baskytarista skupiny Uriah Heep
- 23. února – Světlana Gerasimenková, ukrajinská astronomka († 8. dubna 2025)
- 24. února – Steve Berrios, americký jazzový bubeník († 24. července 2013)
- 25. února – Elkie Brooks, anglická rocková, bluesová zpěvačka
- 28. února – Bubba Smith, americký herec a sportovec († 3. srpna 2011)
- 1. března – Wilfried Van Moer, belgický fotbalista († 24. srpna 2021)
- 3. března – George Miller, australský režisér
- 5. března – Randy Matson, americký atlet, olympijský vítěz ve vrhu koulí
- 8. března
  - Micky Dolenz, americký rockový zpěvák, hudebník, skladatel a herec
  - Anselm Kiefer, německý neoexpresionistický malíř a sochař
- 9. března – Robin Trower, britský kytarista
- 10. března – Min Tanaka, japonský tanečník a herec
- 11. března
  - Harvey Mandel, americký kytarista
  - Pirri , španělský fotbalista
- 12. března
  - Sammy Gravano, americký gangster
  - Liza Minnelliová, americká zpěvačka a herečka
- 13. března – Anatolij Fomenko, ruský matematik
- 18. března
  - Joy Fieldingová, kanadská spisovatelka a herečka
  - John H. White, americký fotograf
  - Susan Tyrrell, americká herečka († 16. června 2012)
  - Eric Woolfson, britský hudebník, zpěvák, klávesista a skladatel († 2. prosince 2009)
- 19. března – Jozef Moravčík, předseda vlády Slovenska
- 20. března – Fedor Gál, slovenský politik, sociolog, prognostik a podnikatel
- 21. března – Jorge Blanco, americký sochař, grafický designér a ilustrátor
- 23. března
  - Franco Battiato, italský zpěvák, skladatel, muzikant, režisér a malíř
  - Eric De Vlaeminck, belgický mistr světa v cyklokrosu
  - David Grisman, americký hudebník, hudební producent a skladatel
- 24. března – Robert T. Bakker, americký paleontolog
- 25. března – Hermann Flaschka, rakouský teoretický fyzik a matematik († 18. března 2021)
- 30. března – Eric Clapton, britský kytarista, zpěvák a hudební skladatel
- 31. března – Gabe Kaplan, americký komik, herec
- 4. dubna – Daniel Cohn-Bendit, francouzsko-německý politik
- 9. dubna – Steve Gadd, americký jazzový bubeník
- 12. dubna – Miller Anderson, britský bluesový a rockový zpěvák a kytarista
- 13. dubna
  - Lowell George, americký zpěvák-skladatel, multiinstrumentalista († 29. června 1979)
  - Judy Nunn, australská herečka, scenáristka a spisovatelka
- 14. dubna
  - Ritchie Blackmore, anglický kytarista
  - Eva Wagnerová-Pasquierová, dcera Wolfganga Wagnera, ředitelka Hudebních slavností v Bayreuthu
- 16. dubna – Ivan Marton, slovenský muzikolog, hudební dramaturg a politik
- 19. dubna – George Alencherry, indický kardinál
- 20. dubna
  - Michael Brandon, americký herec
  - Thein Sein, prezident Myanmaru
  - Naftali Temu, keňský atlet, běžec na dlouhé tratě, olympijský vítěz († 10. března 2003)
- 22. dubna – Ján Ďuriš, slovenský kameraman
- 24. dubna – Doug Clifford, americký bubeník
- 25. dubna
  - Stu Cook, hráč na baskytaru
  - Björn Ulvaeus, švédský textař, skladatel, zpěvák, kytarista, spisovatel
- 29. dubna
  - Hugh Hopper, britský baskytarista († 7. června 2009)
  - Tammi Terrell, americká zpěvačka a textařka písní († 16. března 1970)
- 30. dubna – Michael Smith, americký astronaut († 28. ledna 1986)
- 2. května
  - Goldy McJohn, kanadský rockový klávesista († 1. srpna 2017)
  - Judge Dread, anglický reggae a ska umělec († 13. března 1998)
- 4. května – Georg Wadenius, švédský kytarista, baskytarista, zpěvák a skladatel
- 5. května – Margita Reiznerová, slovenská spisovatelka publikující v romštině
- 6. května – Bob Seger, americký zpěvák, kytarista, pianista a skladatel
- 8. května – Keith Jarrett, americký jazzový pianista a skladatel
- 13. května
  - Lou Marini, americký saxofonista a skladatel
  - Tammám Salám, premiér Libanonu
- 14. května – Vladislav Ardzinba, abchazský prezident († 4. března 2010)
- 15. května – Duarte Pio, vévoda z Braganzy, pravnuk portugalského krále Michala I.
- 16. května
  - Carlos Osoro Sierra, arcibiskup madridský
  - Bob Young, britský hudebník a spisovatel
- 17. května
  - Tony Roche, australský tenista
  - Ľudovít Zlocha, slovenský fotbalista
- 19. května – Pete Townshend, anglický rockový hudebník
- 20. května – Anton Zeilinger, rakouský fyzik
- 21. května – Ernst Messerschmid, německý fyzik a astronaut
- 24. května – Priscilla Presleyová, americká herečka
- 28. května – John Fogerty, americký zpěvák, písničkář a kytarista
- 29. května – Gary Brooker, britský zpěvák a klávesista
- 31. května
  - Laurent Gbagbo, prezident republiky Pobřeží slonoviny
  - Rainer Werner Fassbinder, německý režisér, scenárista, dramatik a herec († 10. června 1982)
- 1. června – Jim McCarty, americký rockový kytarista
- 4. června – Anthony Braxton, americký saxofonista, flétnista, klavírista a hudební skladatel
- 7. června
  - Napoleon Murphy Brock, americký saxofonista, flétnista, kytarista, zpěvák, skladatel
  - Wolfgang Schüssel, kancléř Rakouska
- 8. června
  - Mark Podwal, americký spisovatel, výtvarník, lékař a publicista († 13. září 2024)
  - Gyula Popély, slovenský historik a politik
- 9. června
  - Betty Mahmoody, americká spisovatelka
  - Faina Melniková, sovětská olympijská vítězka v hodu diskem († 16. prosince 2016)
- 13. června – Ronald John Grabe, americký kosmonaut
- 14. června – Rod Argent, britský klávesista a zpěvák
- 15. června – Robert Sarah, guinejský kardinál
- 17. června – Eddy Merckx, belgický profesionální cyklista
- 19. června
  - Radovan Karadžić, bosenskosrbský politik, básník, psychiatr a válečný zločinec
  - Mario Livio, izraelský astrofyzik a autor populárně-naučné literatury
  - Aun Schan Su Ťij, barmská politička, Nobelova cena za mír 1991
- 21. června – Adam Zagajewski, polský básník, prozaik a překladatel († 21. března 2021)
- 23. června – Eric Emerson, americký herec, tanečník a hudebník († 28. května 1975)
- 24. června – Betty Stoveová, nizozemská profesionální tenistka
- 25. června – Carly Simon, americká zpěvačka, skladatelka a spisovatelka
- 27. června – Joey Covington, americký rockový bubeník († 4. června 2013)
- 1. července – Debbie Harry, americká zpěvačka-skladatelka a herečka
- 2. července – Randy Holden, americký rockový kytarista a zpěvák
- 3. července
  - Dennis McCarthy, americký hudební skladatel
  - Saharon Šelach, izraelský matematik
- 4. července – Stanisław Ryłko, polský římskokatolický kardinál
- 5. července – Vernon Pugh, velšský ragbista ( † 24. dubna 2003)
- 8. července – Micheline Calmyová-Reyová, prezidentka Švýcarska
- 9. července – Dean Koontz, americký spisovatel
- 10. července
  - Ron Glass, americký herec († 25. listopadu 2016)
  - Virginia Wadeová, britská tenistka
- 14. července – Jim Gordon, americký bubeník († 13. března 2023)
- 17. července
  - Aleksandar II. Karađorđević, současný následník trůnu Srbska
  - Ján Morovič, slovenský vysokoškolský pedagog, kybernetik a politik
- 18. července – Miklós Duray, slovenský geolog a politik († 30. prosince 2022)
- 26. července
  - Helen Mirrenová, britská herečka a režisérka
  - Panajotis Pikramenos, řecký soudce a premiér
  - Linda Harrisonová, americká herečka
- 28. července – Jim Davis, americký kreslíř
- 29. července – Joe Beck, americký jazzový kytarista († 22. července 2008)
- 30. července
  - Patrick Modiano, francouzský spisovatel, nositel Nobelovy ceny za literaturu 2014
  - David Sanborn, americký saxofonista a hudební skladatel
- 1. srpna – Douglas Dean Osheroff, americký fyzik, Nobelova cena 1996
- 4. srpna – Frank Hansen, norský veslař, olympijský vítěz
- 12. srpna
  - Ján Fekete, slovenský učitel, prozaik, básník
  - Jean Nouvel, francouzský architekt
- 14. srpna
  - Steve Martin, americký herec, spisovatel, hudebník a skladatel
  - Wim Wenders, německý filmový režisér, fotograf
  - Dennis O'Rourke, australský dokumentarista, producent, režisér a scenárista († 15. června 2013)
- 15. srpna
  - Charlemagne Palestine, americký minimalistický skladatel
  - Alain Juppé, premiér Francie
- 19. srpna
  - Brian Godding, velšský kytarista († 26. listopadu 2023)
  - Ian Gillan, britský zpěvák a klávesista
- 20. srpna – Jürgen Heinrich, německý herec a režisér
- 21. srpna – Basil Poledouris, americký skladatel filmové hudby († 8. listopadu 2006)
- 23. srpna
  - Rita Pavone, italská zpěvačka a herečka
  - Bob Peck, britský divadelní, televizní a filmový herec († 4. dubna 1999)
- 24. srpna
  - Ken Hensley, britský hudebník
  - Vince McMahon, zakladatel WWE
- 28. srpna
  - Michael Aizenman, izraelsko-americký fyzik a matematik
  - Milan Kňažko, slovenský herec a politik
  - Walter Liedtke, americký historik umění († 3. února 2015)
- 29. srpna
  - Wyomia Tyusová, americká sprinterka, olympijská vítězka
  - Karol Jokl, slovenský fotbalista, československý reprezentant († 28. října 1996)
- 30. srpna – Fred Tackett, americký kytarista, zpěvák, hráč na mandolínu a trubku
- 31. srpna
  - Van Morrison, britský zpěvák, písničkář, básník a multiinstrumentalista
  - Jicchak Perlman, izraelsko-americký houslista, dirigent, pedagog
  - Leonid Popov, sovětský vojenský letec a kosmonaut
- 1. září – Abd Rabú Mansúr Hádí, prezident sjednoceného Jemenu
- 5. září – Eva Bergmanová, švédská režisérka
- 7. září – Jacques Lemaire, kanadský hokejista
- 8. září – Vinko Puljić, bosenský kardinál
- 9. září
  - Doug Ingle, americký rockový klávesista a zpěvák
  - Craig Arnold Tracy, britský matematik
- 10. září – José Feliciano, portorikánský slepý zpěvák, skladatel a kytarový virtuóz
- 11. září – Franz Beckenbauer, německý fotbalista, trenér a manažer († 7. ledna 2024)
- 15. září – Mukrín bin Abd al-Azíz, saúdskoarabský korunní princ
- 17. září – Bruce Spence, novozélandský herec
- 18. září
  - P. F. Sloan, americký zpěvák a kytarista († 15. listopadu 2015)
  - Kamil Peteraj, slovenský spisovatel, překladatel, básník a textař
- 21. září – Bjarni Tryggvason, kanadský fyzik a astronaut
- 23. září – Igor Sergejevič Ivanov, ministr zahraničních věcí Ruské federace
- 25. září
  - Dee Dee Warwick, americká zpěvačka († 18. října 2008)
  - Pavel Pochylý, slovenský horolezec († 25. února 2000)
- 26. září
  - Bryan Ferry, anglický zpěvák, hudební skladatel a klávesista
  - Ariel Zeitoun, francouzský režisér, scenárista
- 29. září – Naděžda Čižovová, ruská olympijská vítězka ve vrhu koulí
- 30. září – Ehud Olmert, šestnáctý premiér Izraele
- 1. října – Haris Silajdžić, bosenský premiér
- 2. října
  - Martin Hellman, americký kryptolog
  - Don McLean, americký zpěvák-skladatel a kytarista
  - Wando, brazilský zpěvák, kytarista a hudební skladatel († 8. února 2012)
- 3. října
  - Klaus Merz, švýcarský básník a spisovatel
  - Viktor Sanějev, gruzínský olympijský vítěz v trojskoku († 3. ledna 2022)
- 9. října – Charles Cohen, americký hudebník († 29. září 2017)
- 10. října – Antonio Cañizares Llovera, španělský kardinál
- 14. října
  - Colin Hodgkinson, britský rockový, jazzový a bluesový baskytarista
  - Bernard Chouet, švýcarský geofyzik
  - Tony Duran, britský kytarista a zpěvák († 19. prosince 2011)
- 15. října
  - Neofyt Bulharský, patriarcha Bulharské pravoslavné církve
  - Hans-Gert Pöttering, předseda Evropského parlamentu
- 17. října – Graça Machelová, první dáma Jihoafrické republiky
- 18. října
  - Huell Howser, americký herec a komik († 6. ledna 2013)
  - Vasilijus Matuševas, litevský volejbalista († 24. října 1989)
- 19. října
  - Angus Deaton, skotský a americký mikroekonom, Nobelova cena 2015
  - John Lithgow, americký herec
- 20. října – Gizela Gáfriková, slovenská básnířka a literární historička († 6. března 2014)
- 21. října – Nikita Michalkov, ruský herec, scenárista a filmový režisér
- 22. října – Leslie West, americký rockový kytarista, zpěvák a textař
- 27. října – Luiz Inácio Lula da Silva, prezident Brazílie
- 28. října
  - Simon Brett, anglický spisovatel
  - Elton Dean, britský saxofonista († 7. února 2006)
- 2. listopadu – Anton Solomucha, francouzský umělec a fotograf
- 3. listopadu
  - Gerd Müller, německý fotbalista († 15. srpna 2021)
  - Nick Simper, zakládající člen rockové skupiny Deep Purple
- 8. listopadu
  - Richard Farda, hokejista a hokejový trenér
  - Vincent Nichols, anglický kardinál
- 11. listopadu
  - Daniel Ortega, nikaragujský prezident
  - Pierre Pelot, francouzský spisovatel
- 12. listopadu
  - Emil Horváth, slovenský herec, režisér a divadelní pedagog
  - Neil Young, kanadský zpěvák písničkář, hudebník a filmový režisér
- 15. listopadu
  - Bob Gunton, americký herec
  - Anni-Frid Lyngstadová, švédská zpěvačka
- 16. listopadu – Jan Bucquoy, belgický filmový a divadelní režisér, spisovatel
- 18. listopadu – Mahinda Radžapaksa, prezident Srí Lanky
- 19. listopadu – Frans Sammut, maltský spisovatel a esejista († 4. května 2011)
- 21. listopadu – Goldie Hawnová, americká tanečnice, herečka a producentka
- 23. listopadu – Asaf Dajan, izraelský filmový režisér, herec, scenárista a producent († 1. května 2014)
- 26. listopadu
  - Daniel Davis, americký herec
  - John McVie, britský baskytarista
- 27. listopadu
  - Phil Bloom, holandská umělkyně, fotografka, konferenciérka a herečka
  - Randy Brecker, americký trumpetista
  - John Gatchell, americký jazzový trumpetista († 9. června 2004)
  - James Avery, americký herec († 31. prosince 2013)
- 30. listopadu
  - Roger Glover, velšský baskytarista
  - Radu Lupu, rumunský klavírista  († 17. dubna 2022)
- 1. prosince – Bette Midler, americká zpěvačka a herečka
- 4. prosince – Roberta Bondarová, lékařka, první astronautka z Kanady
- 5. prosince – Moše Kacav, prezident Izraele
- 6. prosince – Rafał Wojaczek, polský básník († 11. května 1971)
- 8. prosince – John Banville, irský spisovatel, dramatik a scenárista
- 10. prosince – Marek Grechuta, polský zpěvák, hudební skladatel a textař († 9. října 2006)
- 12. prosince – Tony Williams, americký jazzový bubeník († 23. února 1997)
- 17. prosince – Jacqueline Wilsonová, britská spisovatelka
- 20. prosince – Peter Criss, americký hudebník a herec
- 21. prosince – Millie Hughesová, americká astronautka († 4. února 2021)
- 22. prosince – Jean-Pierre Kutwa, kardinál z Pobřeží slonoviny
- 23. prosince
  - Ron Bushy, americký rockový bubeník, člen Iron Butterfly († 29. srpna 2021)
  - Raymond Elias Feist, americký autor fantasy literatury
- 24. prosince
  - Lemmy , britský zpěvák a baskytarista skupiny Motörhead († 28. prosince 2015)
  - Nicholas Meyer, americký filmový scenárista, producent, režisér a spisovatel
- 25. prosince – Noel Redding, anglický rockový kytarista († 11. května 2003)
- 28. prosince – Biréndra, nepálský král († 1. června 2001)
- 29. prosince – Zagalav Abdulbekov, sovětský zápasník, volnostylař, olympijský vítěz
- 30. prosince – Davy Jones, anglický rockový zpěvák, skladatel a herec († 29. února 2012)
- 31. prosince – Leonard Adleman, americký informatik a molekulární biolog

## Úmrtí

### Česko
- leden – Gustav Schorsch, český herec, divadelní režisér a překladatel (* 29. ledna 1918)
- 2. ledna – Vít Nejedlý, hudební skladatel (* 22. června 1912)
- 9. ledna – Theodor Wollschack, československý politik německé národnosti (* 23. května 1855)
- 10. ledna – Jan Vella, československý pilot RAF (* 10. května 1906)
- 18. ledna – Josef Žižka, výsadkář (* 10. října 1913)
- 19. ledna – Anna Pollertová, členka odbojové organizace Petiční výbor Věrni zůstaneme (PVVZ) (* 7. května 1899)
- 21. ledna – Karel Poláček, český spisovatel (* 22. března 1892)
- 21. ledna nebo 22. ledna – Karel Bondy, český advokát, finančník, politik a odbojář (* 21. prosince 1906)
- 21. ledna – František Holý, voják a příslušník výsadku Courier-5 (* 20. dubna 1921)
- 26. ledna – Jaroslav Lonek, letecký konstruktér (* 22. prosince 1904)
- 30. ledna – Jaromír Nečas, český sociálně demokratický politik (* 17. listopadu 1888)
- leden – Gideon Klein, klavírista a skladatel (* 6. prosince 1919)
- 5. února – Georges Kars, český malíř krajin a aktů (* 2. května 1880)
- 7. února – Zdeněk Bořek Dohalský, český šlechtic, člen protinacistického odboje a novinář (* 10. května 1900)
- 8. února – Jaroslav Šimsa, český publicista a filosof (* 12. října 1900)
- 14. února
  - Vlasta Štáflová, spisovatelka (* 1. dubna 1907)
  - Otakar Štáfl, český malíř (* 30. prosince 1884)
- 17. února – Ivan Hálek, lékař, spisovatel, pedagog a politik (* 11. listopadu 1872)
- 19. února
  - Alois Laub, legionář, důstojník Československé armády a odbojář (* 31. prosince 1896)
  - Josef Fischer, český filozof, sociolog a publicista (* 2. dubna 1891)
  - Karel Nejedlý, vůdčí osobnost československého protinacistického odboje (* ? 1896)
- 25. února – František Chvalkovský, politik a diplomat (* 30. července 1885)
- 26. února
  - Ferenc Egry, československý politik maďarské národnosti (* 21. ledna 1864)
  - Viktor Kaufmann, lékař, odbojář (* 21. srpna 1900)
- únor – Jaroslav Krátký, příslušník výsadkové operace Karas (* 8. října 1911)
- 1. března
  - Oldřich Janko, voják a příslušník výsadku Sulphur (* 26. listopadu 1910)
  - Adolf Horák, československý voják a velitel výsadku Sulphur (* 16. května 1908)
- 2. března – Engelmar Hubert Unzeitig, sudetský kněz a řeholník, odpůrce nacismu (* 1. března 1911)
- 6. března – Rudolf Karel, hudební skladatel a dirigent (* 9. listopadu 1880)
- 8. března – Helena Korejsová, spisovatelka (* 1907)
- 9. března – Josef Šandera, voják a velitel výsadku Barium (* 14. března 1912)
- 13. března
  - Adam Kříž, český legionář, odbojář a spisovatel (* 25. února 1892)
  - Alois Kříž, československý politik (* 13. března 1881)
- 14. března – Dalibor Brochard, československý letec 246. perutě RAF (* 11. května 1924)
- 20. března
  - Jaroslav Kratochvíl, český spisovatel (* 17. ledna 1885)
  - Ladislav Rašín, český právník a politik (* 22. června 1900)
- 21. března – Emanuel Halman, český sochař (* 13. prosince 1873)
- 22. března – Jaromír Funke, český fotograf (* 1. srpna 1896)
- 24. března – Karel Veselý-Jilemský, hudební skladatel (* 26. srpna 1915)
- 27. března – František Hasa, strojní inženýr, rektor ČVUT (* 4. února 1863)
- 30. března – Karel Moor, český skladatel a dirigent (* 26. prosince 1873)
- duben – Josef Čapek, český malíř a spisovatel (* 23. března 1887)
- 5. dubna – Karel Jaroslav Obrátil, spisovatel, básník a překladatel (* 2. listopadu 1866)
- 6. dubna – Stěpan Vajda, československý důstojník, nositel titulu Hrdina Sovětského svazu (* 17. ledna 1922)
- 12. dubna
  - Josef Mareš, poslanec a starosta Znojma (* 17. října 1885)
  - Jaromír Sedláček, děkanem právnické fakulty v Brně (* 2. září 1885)
  - Vilém Mathesius, český jazykovědec a literární historik (* 3. srpna 1882)
- 17. dubna – František Záviška, český teoretický fyzik (* 18. listopadu 1879)
- 20. dubna – Josef Jílek, katolický kněz, člen protinacistického odboje (* 19. října 1908)
- 22. dubna – Theodor Schulz, český právník, hráč na historické nástroje a hudební skladatel (* 23. dubna 1875)
- 27. dubna – Lev Krča, architekt (* 21. července 1902)
- 28. dubna
  - Vítězslav Lepařík, voják a velitel výsadku Glucinium (* 14. srpna 1914)
  - Viktor Šulc, český divadelní režisér (* 7. března 1897)
- 2. května – Zdeněk Bořek Dohalský, český šlechtic, člen protinacistického odboje a novinář (* 10. května 1900)
- 5. května
  - Emanuel Moravec, ministr školství a lidové osvěty protektorátní vlády (* 17. dubna 1893)
  - Emil Pavel Lány, český šlechtic, právník a historik (* 6. července 1879)
  - Anton Dietl, československý politik německé národnosti (* 13. října 1868)
- 7. května
  - Zdeněk Stránský, herec (* 15. ledna 1921)
  - Vojtěch Jirát, literární historik a kritik (* 22. května 1902)
- 8. května
  - Vladimír Eliáš, odbojář (* 17. ledna 1903)
  - Jindřich Freiwald, architekt (* 6. června 1890)
  - Felix Achille de la Cámara, český spisovatel, hrabě a producent (* 8. listopadu 1897)
  - Karl Friedrich Kühn, český architekt a historik umění (* 17. února 1884)
  - Antonín Stránský, profesor, historik umění (* 15. prosince 1896)
- 9. května – František Bidlo, český kreslíř, karikaturista (* 3. září 1895)
- 10. května
  - Konrad Henlein, sudetoněmecký politik a vůdce separatistického hnutí (* 6. května 1898)
  - Jan Sviták, český režisér, herec a scenárista (* 23. prosince 1893)
  - Joe Jenčík, český tanečník, pedagog a choreograf (* 22. října 1893)
  - Franz Hodina, československý politik německé národnosti (* 30. listopadu 1877)
  - Karl Fritscher, československý politik německé národnosti (* 28. července 1875)
- 13. května – Josef Šnejdárek, český armádní generál (* 2. dubna 1875)
- 18. května – Vladimír Helfert, český muzikolog (* 24. března 1866)
- 19. května – Gustav Oberleithner, československý politik německé národnosti (* 8. dubna 1870)
- 25. května – Vilém Kurz, český klavírista a pedagog (* 23. prosince 1872)
- 27. května
  - Josef Šusta, český historik, spisovatel a politik (* 19. února 1874)
  - František Pánek, československý politik (* 31. ledna 1853)
- květen
  - Jindřich Vojáček, český právník a hudební skladatel (* 11. července 1888)
  - Ernst Schollich, československý politik, starosta Nového Jičína (* 26. dubna 1882)
  - Rudolf Slawitschek, pražský německý spisovatel (* 6. prosince 1880)
- 4. června
  - Bohumil Vlasák, ministr financí Československa (* 31. května 1871)
  - Ottokar Schubert, československý politik německé národnosti (* 22. října 1867)
- 9. června – Antonín Procházka, český malíř (* 5. června 1882)
- 11. června – František Teplý, archivář a regionální historik (* 5. února 1867)
- 13. června – František Kloz, československý fotbalový reprezentant (* 19. května 1905)
- 21. června – Josef Hora, český básník (* 8. července 1891)
- 27. června – Emil Hácha, československý politik a 3.československý prezident (* 12. července 1872)
- 1. července – Alois Říha, primátor Prahy za okupace (* 21. července 1875)
- 4. července – Josef Matoušek, čs. ministr průmyslu, obchodu a živností (* 25. května 1876)
- 7. července – Václav Joachim, český právník, vysokoškolský profesor (* 13. listopadu 1876)
- 10. července – Otakar Hřímalý, český hudební skladatel a pedagog (* 20. prosince 1883)
- 12. července – Kamil Roškot, český architekt (* 29. dubna 1886)
- 19. července – Augustin Vološin, podkarpatskoruský duchovní, československý politik (* 17. března 1874)
- 31. července – Josef Teska, československý politik (* 9. března 1868)
- červenec – Fritz Tampe, děčínský sochař (* 8. února 1887)
- 16. srpna
  - Kamil Krofta, český historik a politik (* 17. července 1876)
  - Rudolf Hotowetz, československý politik (* 12. října 1865)
- 18. srpna – Ernst Zenker, politik a novinář (* 10. března 1865)
- 20. srpna – Karel Dvořáček, spisovatel (* 31. října 1911)
- 24. srpna – Josef Miloslav Kořínek, český slavista (* 10. ledna 1899)
- 25. srpna – Zdenka Košáková, česká zahradní architektka, návrhářka a malířka (* 5. března 1899)
- 26. srpna – Franz Werfel, rakousko-český, německy píšící spisovatel (* 10. září 1890)
- 28. srpna
  - František Houska, kynolog a spisovatel (* 23. srpna 1873)
  - František Minařík, katolický kněz (* 15. července 1864)
- 3. září – Jindřich Seidl, český hudební skladatel (* 6. března 1883)
- 5. září
  - Louis Weinert-Wilton, sudetoněmecký spisovatel (* 11. května 1875)
  - Rosa Vůjtěchová, zakladatelka Kongregace sester těšitelek Božského Srdce Ježíšova (* 21. října 1876)
- 6. září
  - Josef Pfitzner, český historik a válečný zločinec německé národnosti (* 24. března 1901)
  - Bohumil Tomáš, český dirigent a hudební skladatel (* 31. ledna 1871)
- 7. září – Moritz Vetter-Lilie, moravský šlechtic, rakouský a československý politik (* 22. srpna 1856)
- 10. září
  - Josef Gočár, český architekt (* 13. března 1880)
  - Josef Jan Frič, zakladatel hvězdárny na Ondřejově (* 12. března 1861)
  - Hugo Steiner-Prag, pražský německý grafik (* 12. prosince 1880)
- 16. září – Mořic Hruban, český politik (* 30. listopadu 1862)
- 26. září – Alois Mezera, architekt (* 20. června 1889)
- 8. října – Friedrich Kick, pražský německý architekt (* 26. června 1867)
- 9. října – Jindřich Trnobranský, československý politik (* 12. května 1883)
- 10. října – Jan Křtitel Voves, český varhaník a hudební skladatel (* 27. srpna 1885)
- 25. října – Vít Grus, pardubický měšťan (* 5. května 1861)
- 30. října
  - Svatopluk Innemann, český režisér, scenárista, kameraman a herec (* 18. února 1896)
  - Štěpán Zálešák, český sochař a řezbář (* 9. ledna 1874)
- 12. listopadu – Eugen Ledebur-Wicheln, československý politik německé národnosti (* 14. listopadu 1873)
- 19. listopadu – Jan Gajdoš, gymnasta (* 27. prosince 1903)
- 24. listopadu – Anton Schäfer, československý politik německé národnosti (* 12. srpna 1868)
- 30. listopadu
  - Emil Martinec, organizátor celní služby (* 21. ledna 1869)
  - Jaromír Herle, byl český hudební skladatel a sbormistr (* 23. srpna 1872)
- 2. prosince – Josef Havlín, československý politik (* 2. října 1882)
- 3. prosince – Emil Bobek, československý politik německé národnosti (* 6. ledna 1883)
- 5. prosince – Otto Lev Stanovský, kněz, rektor Arcibiskupského semináře v Praze, skladatel (* 8. listopadu 1882)
- 9. prosince – Antonín Vysloužil, katolický kněz, oběť komunistického teroru (* 9. prosince 1890)
- 11. prosince – Rudolf Jung, československý politik, významný člen NSDAP (* 16. dubna 1882)
- 12. prosince – Bedřich ze Schaumburg-Lippe, šlechtic, majitel zámků v Náchodě a Ratibořicích (* 30. ledna 1868)
- 20. prosince – Jaroslav Marek, československý politik (* 22. října 1874)
- ? – Adam Fahrner, československý politik německé národnosti (* 10. října 1873)
- ? – Viliam Pauliny, československý ekonom a politik (* 20. prosince 1877)
- ? – Rudolf Viest, ministr čs. vlády v exilu, slovenský generál (* 24. září 1890)
- ? – Alois Wierer, malíř a grafik (* 2. ledna 1878)
- ? – Karel Pazderský, český učitel a malíř (* 29. dubna 1894)
- ? – Rudolf Altschul, básník, účastník druhého odboje (* 22. dubna 1927)

### Svět
- 4. ledna – Nikolaus Heilmann, nacistický důstojník (* 20. dubna 1903)
- 6. ledna – Vladimir Ivanovič Vernadskij, ruský mineralog (* 12. března 1863)
- 9. ledna – Karola Skutecká-Karvašová, slovenská malířka (* 4. června 1893)
- 14. ledna – Zoltán Brüll, slovenský horolezec, horský vůdce a lékař (* 22. června 1905)
- 22. ledna
  - Else Lasker-Schülerová, německá básnířka a dramatička (* 11. února 1869)
  - Arthur Symons, britský básník (* 28. února 1865)
- 23. ledna – Helmuth James von Moltke, německý právník a odpůrce nacistického režimu (* 11. března 1907)
- 25. ledna – Antoni Świadek, polský katolický kněz, mučedník, blahoslavený (* 27. března 1909)
- 26. ledna – Herbert von Obwurzer, rakouský veterán, německý generál Waffen-SS (* 26. června 1888)
- 30. ledna – Albert Mockel, belgický básník (* 27. prosince 1866)
- 1. února – Johan Huizinga, nizozemský kulturní historik (* 7. prosince 1872)
- 3. února – Roland Freisler, německý nacistický soudce (* 30. října 1893)
- 6. února – Robert Brasillach, francouzský proněmecký spisovatel a žurnalista (* 31. března 1909)
- 8. února – Italo Santelli, italský šermíř, instruktor šermu v Budapešti (* 15. srpna 1866)
- 9. února – Emil von Homann, ministr veřejných prací Předlitavska (* 1. září 1862)
- 10. února – Giovanni Palatucci, italský právník, Spravedlivý mezi národy (* 31. května 1909)
- 12. února – Michal Bubnič, diecézny biskup rožňavský (* 22. května 1877)
- 19. února – Józef Zapłata, polský katolický duchovní, blahoslavený (* 5. března 1904)
- 20. února – Maria Julia Rodzińska, polská mučednice, blahoslavená (* 16. března 1899)
- 21. února – Eric Liddell, britský atlet a misionář (* 16. ledna 1902)
- 23. února – Alexej Nikolajevič Tolstoj, ruský spisovatel (* 10. ledna 1883)
- 24. února – Ekai Kawaguči, japonský buddhistický mnich, cestovatel (* 26. února 1866)
- 26. února – Quidó Hoepfner, maďarský architekt (* 23. srpna 1868)
- 1. března
  - Eleonora Fugger von Babenhausen, rakouská prominentka a kronikářka rodu Fuggerů (* 4. října 1864)
  - Perec Goldstein, židovský příslušník protinacistického odboje (* 4. července 1923)
- 11. března – Walter Hohmann, německý stavební inženýr a teoretik raketových letů (* 18. března 1880)
- 15. března – Şayan Kadınefendi, třetí manželka osmanského sultána Murada V. (* 4. ledna 1853)
- 16. března – Maurice Halbwachs, francouzský filozof a sociolog (* 11. března 1877)
- 19. března – Willem Jan Aalders, nizozemský reformovaný teolog (* 19. září 1870)
- 21. března – Arthur Nebe, německý nacistický generál policie (* 13. listopadu 1894)
- 23. března – Tadamiči Kuribajaši, japonský generál ve druhé světové válce (* 7. července 1891)
- 25. března – Hilary Paweł Januszewski, polský kněz a mučedník (* 11. června 1907)
- 26. března
  - Boris Michajlovič Šapošnikov, sovětský vojenský teoretik, náčelník generálního štábu Rudé armády (* 2. října 1882)
  - David Lloyd George, britský státník (* 17. ledna 1863)
- 31. března
  - Natalia Tułasiewicz, polská mučednice, blahoslavená (* 9. dubna 1906)
  - Hans Fischer, německý organický chemik, nositel Nobelovy ceny za chemii (* 27. července 1881)
- duben – Héléne Berrová, francouzská spisovatelka (* 27. března 1921)
- 2. dubna – Vilmos Apor, maďarský šlechtic, katolický duchovní a mučedník (* 29. února 1892)
- 7. dubna
  - Kósaku Ariga, admirál japonského císařského námořnictva (* 21. srpna 1897)
  - Seiiči Itó, japonský admirál (* 26. července 1890)
  - Hisao Kotaki, důstojník japonského císařského námořnictva (* 7. listopadu 1901)
- 9. dubna
  - Theodor Haecker, německý katolický spisovatel (* 4. června 1879)
  - Georg Elser, Němec, nezdařilý atentátník na Adolfa Hitlera (* 4. ledna 1903)
  - Wilhelm Canaris, německý admirál, vedoucí Abwehru, vojenské zpravodajské služby (* 1. ledna 1887)
  - Dietrich Bonhoeffer, německý teolog, filosof a bojovník proti nacismu (* 4. února 1906)
- 10. dubna – Paul Leppin, německý spisovatel (* 27. listopadu 1878)
- 12. dubna – Franklin Delano Roosevelt, americký prezident (* 30. ledna 1882)
- 13. dubna – Ernst Cassirer, německo-americký filosof (* 28. července 1874)
- 17. dubna – Hannie Schaftová, nizozemská komunistická odbojářka (* 16. září 1920)
- 18. dubna
  - Wilhelm Wied, albánský kníže (* 26. března 1876)
  - John Ambrose Fleming, britský fyzik (* 29. listopadu 1849)
- 20. dubna
  - Paul Thümmel, agent Abwehru i čs. rozvědky (* 15. ledna 1902)
  - Wacław Sieroszewski, polský spisovatel (* 24. srpna 1858)
- 21. dubna – Walter Model, německý generál (* 24. ledna 1891)
- 22. dubna – Käthe Kollwitzová, německá sochařka a malířka (* 8. července 1867)
- 23. dubna – Dimitrije Ljotić, ministr spravedlnosti jugoslávské vlády za druhé světové války (* 12. srpna 1891)
- 24. dubna – Günther Lützow, německý stíhací pilot (* 4. září 1912)
- 27. dubna
  - Claudio Fogolin, italský cyklista, automobilový závodník a spoluzakladatel firmy Lancia (* 30. dubna 1872)
  - Hendrik Bulthuis, nizozemský spisovatel, esperantista (* 15. září 1865)
- 28. dubna
  - Hermann Föttinger, německý elektroinženýr a vynálezce (* 9. února 1877)
  - Benito Mussolini, italský fašistický vůdce (* 29. července 1883)
  - Clara Petacci, milenka Benita Mussoliniho (* 28. února 1912)
- 29. dubna – Hermann Fegelein, velitel Waffen-SS (* 30. října 1906)
- 30. dubna
  - Adolf Hitler, nacistický vůdce (* 20. dubna 1889)
  - Eva Braunová, přítelkyně, později manželka Adolfa Hitlera (* 6. února 1912)
- duben
  - Władysław Goral, biskup lublinský, katolický blahoslavený (* 1. května 1898)
  - Arthur Kobus, německý důstojník (* 9. února 1879)
- 1. května
  - Hans Krebs, generál pěchoty německého Wehrmachtu (* 4. března 1898)
  - Joseph Goebbels, nacistický říšský ministr propagandy (* 29. října 1897)
  - Magda Goebbelsová, manželka Josepha Goebbelse (* 11. listopadu 1901)
  - Wilhelm Burgdorf, generál pěchoty německého Wehrmachtu (* 15. února 1895)
- 2. května – Martin Bormann, nacistický válečný zločinec (* 17. června 1900)
- 4. května – Fedor von Bock, německý polní maršál (* 3. prosince 1880)
- 5. května – Werner Ostendorff, nacistický generál (* 15. srpna 1903)
- 6. května – Georg von Majewski, německý generál wehrmachtu (* 30. listopadu 1888)
- 8. května – Paul Giesler, ministerský předseda Bavorska za 2. světové války (* 15. června 1895)
- 9. května
  - Oleksandr Mychajlovyč Kolessa, ukrajinský literární historik a rakouský politik (* 24. dubna 1867)
  - Hans Kammler, nacistický stavební inženýr a generál (* 29. srpna 1901)
- 10. května – Fritz Freitag, nacistický generál (* 28. dubna 1894)
- 11. května – John Rogers Commons, americký ekonom (* 13. října 1862)
- 12. května
  - Richard Thomalla, německý nacistický válečný zločinec (* 23. října 1903)
  - Karolina Marie Rakousko-Toskánská, rakouská arcivévodkyně a sasko-kobursko-ghotská princezna (* 5. září 1869)
  - Carl von Pückler-Burghauss, německý šlechtic, veterán první světové války a důstojník Waffen-SS (* 7. října 1886)
  - Anton Prídavok, slovenský básník (* 28. května 1904)
- 13. května – Oscar Almgren, švédský archeolog (* 9. listopadu 1869)
- 15. května – Charles Williams, britský básník a romanopisec (* 20. září 1886)
- 20. května – Otto von Feldmann, německý důstojník a politik (* 6. srpna 1873)
- 23. května
  - Franz Ziereis, velitel koncentračního tábora Mauthausen-Gusen (* 13. srpna 1905)
  - Heinrich Himmler Říšský vůdce SS (* 7. října 1900)
- 25. května – Děmjan Bědnyj, sovětský spisovatel (* 13. dubna 1883)
- 31. května – Odilo Globocnik, rakouský válečný zločinec (* 21. dubna 1904)
- 1. června – Eduard Bloch, židovský lékař, původem z Čech, ošetřující matku Adolfa Hitlera (* 30. ledna 1872)
- 7. června – Mile Budak, chorvatský politik a spisovatel (* 30. srpna 1889)
- 8. června – Robert Desnos, francouzský básník (* 4. července 1900)
- 11. června – Elijahu Golomb, zakladatel a vůdce židovské podzemní vojenské organizace Hagana (* 2. března 1893)
- 16. června – Nils Edén, švédský historik, politik a ministerský předseda Švédska (* 25. září 1871)
- 18. června – Simon Bolivar Buckner mladší, americký generálporučík (* 18. července 1886)
- 22. června – Micuru Ušidžima, japonský generál (* 31. července 1887)
- 23. června – Simon Lake, americký konstruktér ponorek (* 4. září 1866)
- 29. června – Anton von Arco auf Valley, německý politický atentátník (* 5. února 1897)
- 2. července – Ármin Hegedűs, maďarský architekt (* 5. října 1869)
- 4. července – Cyprián Majerník, slovenský malíř (* 24. listopadu 1909)
- 5. července – Julius Dorpmüller, německý politik (* 24. července 1869)
- 6. července – Adolf Bertram, arcibiskup vratislavský a kardinál (* 14. března 1859)
- 7. července – Axel Malmström, švédský novinářský fotograf (* 13. ledna 1872)
- 9. července – Félix Díaz, mexický generál (* 17. února 1868)
- 12. července – Wolfram von Richthofen, německý letec, polní maršál (* 10. října 1895)
- 19. července – Heinrich Wölfflin, švýcarský historik umění (* 21. června 1864)
- 20. července – Paul Valéry, francouzský básník a spisovatel (* 30. října 1887)
- 25. července – Kurt Gerstein, německý příslušník SS, autor tzv. Gersteinovy zprávy (* 11. srpna 1905)
- 2. srpna – Pietro Mascagni, italský hudební skladatel (* 7. prosince 1863)
- 4. srpna – Gerhard Gentzen, německý matematik a logik (* 24. listopadu 1909)
- 6. srpna – Richard Ira Bong, americký válečný pilot (* 24. září 1920)
- 9. srpna – Harry Hillman, americký sprinter, trojnásobný olympijský vítěz (* 8. září 1881)
- 10. srpna – Robert Goddard, americký konstruktér raket (* 5. října 1882)
- 12. srpna – Karl Leisner, německý mučedník, blahoslavený (* 28. února 1915)
- 16. srpna – Takidžiró Óniši, japonský admirál (* 2. června 1891)
- 17. srpna – Sergej Sergejevič Alexandrovskij, sovětský diplomat (* 1889)
- 18. srpna – Eric Rücker Eddison, anglický spisovatel (* 24. listopadu 1882)
- 20. srpna – Alexander Roda Roda, rakouský židovský spisovatel (* 13. dubna 1872)
- 23. srpna
  - Leo Borchard, německý dirigent (* 31. května 1899)
  - Štěpánka Belgická, korunní princezna rakousko-uherská (* 21. května 1864)
- 25. srpna – Willis Lee, americký admirál a sportovní střelec, pětinásobný olympijský vítěz 1920 (* 11. května 1888)
- 31. srpna – Stefan Banach, polský matematik (* 30. března 1892)
- 9. září
  - Pol Cassel, německý malíř (* 17. března 1892)
  - Zinaida Nikolajevna Gippius, ruská básnířka a spisovatelka (* 20. listopadu 1869)
- 14. září – Edgar Dacqué, německý paleontolog (* 8. července 1878)
- 15. září – Anton Webern, rakouský skladatel a dirigent (* 3. prosince 1883)
- 17. září – Charles Spearman, britský psycholog a statistik (* 10. září 1863)
- 18. září – Blind Willie Johnson, americký zpěvák a kytarista (* 22. ledna 1897)
- 24. září – Johannes Wilhelm Geiger, německý fyzik (* 30. září 1882)
- 26. září – Béla Bartók, maďarský skladatel a klavírista (* 25. března 1881)
- 27. září
  - Władysław Byrka, polský právník, ekonom a politik (* 4. června 1878)
  - Charles W. Gilmore, americký paleontolog (* 11. března 1874)
- 1. října – Oskar Lüthy, švýcarský malíř (* 26. června 1882)
- 4. října – Anežka Marie Toskánská, rakouská arcivévodkyně (* 26. března 1891)
- 8. října – Felix Salten, rakouský spisovatel (* 6. září 1869)
- 15. října – Pierre Laval, francouzský předseda vlády (* 28. června 1883)
- 16. října – Berta Zuckerkandlová, rakouská spisovatelka (* 13. dubna 1864)
- 24. října – Vidkun Quisling, norský fašistický politik
- 26. října – Alexej Nikolajevič Krylov, ruský námořní inženýr, matematik a spisovatel (* 15. srpna 1864)
- 30. října
  - Onni Pellinen, finský zápasník (* 14. února 1899)
  - Wincenty Witos, předseda vlády Polska (* 22. ledna 1874)
- 2. listopadu – Thyra Dánská, dánská princezna (* 14. března 1880)
- 8. listopadu – August von Mackensen, pruský a německý polní maršál (* 6. prosince 1849)
- 11. listopadu – Jehošua Chankin, sionistický průkopník (* 1864)
- 17. listopadu – Fridrich František IV. Meklenburský, meklenbursko-zvěřínský velkovévoda (* 9. dubna 1882)
- 27. listopadu – Josep Maria Sert, katalánský malíř (* 21. prosince 1874)
- 30. listopadu – Paul Masson, francouzský cyklista, trojnásobný olympijský vítěz 1896 (* 30. listopadu 1874)
- 4. prosince
  - Richárd Weisz, maďarský zápasník, olympijský vítěz (* 30. dubna 1879)
  - Thomas Morgan, americký genetik a nositel Nobelovy ceny za fyziologii a lékařství (* 25. září 1918)
- 9. prosince – Jun Či-ho, korejský aktivista hnutí za osvícení a nezávislost (* 26. prosince 1864)
- 11. prosince – Charles Fabry, francouzský fyzik, spolutvůrce Fabry-Pérotova interferometru (* 11. června 1867)
- 13. prosince
  - Josef Kramer, německý válečný zločinec (* 10. listopadu 1906)
  - Robert van Genechten, nacistický kolaborant, komisař Jižního Holandska za 2. světové války (* 25. října 1895)
- 21. prosince – George S. Patton, americký generál (* 11. listopadu 1885)
- 22. prosince – Otto Neurath, rakouský filozof, sociolog a ekonom (* 10. prosince 1882)
- 25. prosince – Karl Borromaeus Maria Josef Heller, rakouský entomolog (* 21. března 1864)
- 27. prosince – Janko Jesenský, slovenský politik a spisovatel (* 30. prosince 1874)
- 28. prosince – Theodore Dreiser, americký spisovatel (* 27. srpna 1871)
- ? – Hendrik Bulthuis, nizozemský esperantista (* 1865)
- ? – Kálmán Kánya, ministr zahraničí Maďarska (* 1869)
- ? – Juliusz Twardowski, polský politik (* 1874)
- ? – Paul Günther, německý skokan do vody, olympijský vítěz (* 24. října 1882)
- ? – Alexandre Mercereau, francouzský symbolistický básník a spisovatel (* 22. října 1884)
- ? – Heinrich Müller, šéf gestapa v letech 1939–1945 (* 28. dubna 1900)
- ? – Augustín Malár, slovenský generál (* 18. července 1894)
- ? – Ján Golian, slovenský brigádní generál (* 26. ledna 1906)
- ? – Cvi Ben Ja'akov, židovský účastník protinacistického odboje, člen výsadkové skupiny Amsterdam (* 22. února 1922)
- únor? – Anne Franková, německá dívka proslulá svým deníkem (* 12. června 1929)
- ? – Karl Nüchterlein, německý konstruktér prvních jednookých zrcadlovek (* 14. března 1904)
- ? – Alexandru Iacobescu, rumunský spisovatel (* 1. prosince 1875)

## Hlavy států
Evropa:
- Československo – Edvard Beneš – exilová vláda v Londýně a po osvobození Praha
- Protektorát Čechy a Morava – Emil Hácha (do května) – Wilhelm Frick (do dubna)
- Velkoněmecká říše
  - Adolf Hitler
  - Karl Dönitz (od Hitlerovy smrti do zániku Třetí říše)
- Papež – Pius XII.
- SSSR – Josif Vissarionovič Stalin de facto, Michail Kalinin de iure
- Litevská SSR – Antanas Sniečkus
- USA
  - Franklin Delano Roosevelt (do dubna, zemřel)
  - Harry S. Truman

Asie:
- Japonsko – Císař Šówa